# Ludwig II của Bayern
Ludwig II (Ludwig Otto Friedrich Wilhelm; 25 tháng 8 năm 1845 – 13 tháng 6 năm 1886), còn được gọi là Vua Thiên nga hoặc Vua truyện cổ tích (der Märchenkönig), là Vua của Bayern từ năm 1864 cho đến khi qua đời vào năm 1886. Ông cũng giữ các tước hiệu Bá tước Pfalz xứ Rhine, Công tước xứ Bayern, Công tước xứ Franconia và Công tước xứ Swabia. Bên ngoài nước Đức, đôi khi ông được gọi là "Vua điên" hoặc Vua điên Ludwig.
Ludwig lên ngôi vào năm 1864 ở tuổi 18, nhưng ngày càng rút lui khỏi các công việc thường ngày của triều đình để ủng hộ các dự án nghệ thuật và kiến trúc xa hoa. Ông đã ra lệnh xây dựng các cung điện xa hoa: Lâu đài Neuschwanstein, Cung điện Linderhof và Herrenchiemsee. Ông cũng là một người bảo trợ tận tụy của nhà soạn nhạc Richard Wagner. Ludwig đã chi toàn bộ thu nhập hoàng gia riêng của mình (mặc dù không phải là quỹ nhà nước như người ta thường nghĩ) cho các dự án này, vay mượn rất nhiều và bất chấp mọi nỗ lực kiềm chế của các thủ tướng. Sự phung phí này đã được sử dụng để chống lại ông nhằm tuyên bố ông bị điên, một lời buộc tội đã gây tranh cãi kể từ đó.
Ludwig đã bị bắt giữ và thực sự bị phế truất vào ngày 12 tháng 6 năm 1886, và ông cùng bác sĩ của mình được phát hiện đã chết vào ngày hôm sau. Cái chết của ông được công bố là tự tử, đây là một lời tuyên bố gây tranh cãi đến tận ngày nay.
Những công trình kiến trúc và nghệ thuật do Ludwig tạo dựng là những nơi thu hút nhiều khách du lịch nhất ở bang Bayern hiện nay. Ông trở thành biểu tượng cho nhiều loại hình văn hoá khác nhau ở trong và ngoài nước Đức. Ludwig được cho là đã truyền cảm hứng cho câu chuyện đằng sau vở ballet cổ điển Hồ thiên nga của nhà soạn nhạc người Nga Pyotr Ilyich Tchaikovsky. Lâu đài Neuschwanstein do ông xây dựng đã được Walt Disney sử dụng làm nguồn cảm hứng cho Lâu đài Người đẹp ngủ trong rừng tại các Công viên Disney trên khắp thế giới.

## Cuộc sống đầu đời

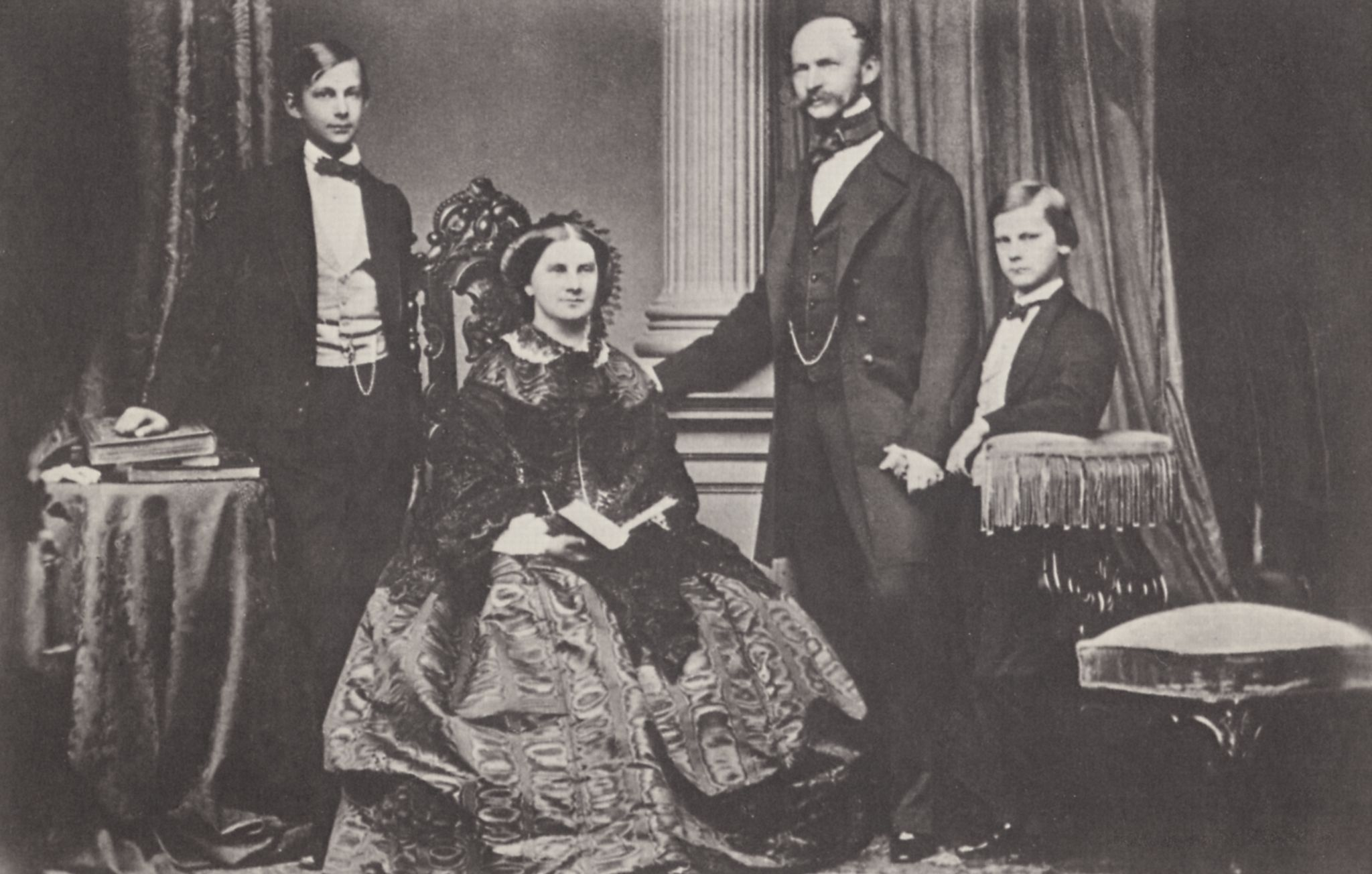
Thái tử Ludwig của Bavaria (Bên trái) với cha mẹ và em trai, Vương tử Otto vào năm 1860

Sinh ra tại Cung điện Nymphenburg, tọa lạc tại nơi ngày nay là một phần của trung tâm Munich, ông là con trai cả của Thái tử Maximilian và Vương nữ Marie của Phổ, hai người đã trở thành Vua và Vương hậu vào năm 1848, sau khi Vua Ludwig I thoái vị trong cuộc cách mạng Đức 1848–1849. Cha mẹ ông định đặt tên ông là Otto, nhưng ông nội của ông khăng khăng rằng cháu trai của ông phải được đặt theo tên ông, vì ngày sinh chung của họ, 25 tháng 8, là ngày lễ của Thánh Louis IX của Pháp, vị thánh bảo trợ của Bayern (với Ludwig là dạng tiếng Đức của Louis).
Giống như nhiều người thừa kế trẻ tuổi trong thời đại mà các vị vua cai trị hầu hết châu Âu, Ludwig liên tục được nhắc nhở về địa vị hoàng gia của mình. Vua Maximilian muốn hướng dẫn cả hai người con trai của mình về gánh nặng của nghĩa vụ hoàng gia ngay từ khi còn nhỏ. Ludwig vừa được các gia sư chiều chuộng vừa kiểm soát nghiêm ngặt và phải tuân theo một chế độ học tập và rèn luyện nghiêm ngặt. Một số người cho rằng những căng thẳng khi lớn lên trong một gia đình hoàng gia là nguyên nhân dẫn đến nhiều hành vi kỳ lạ của ông khi trưởng thành.

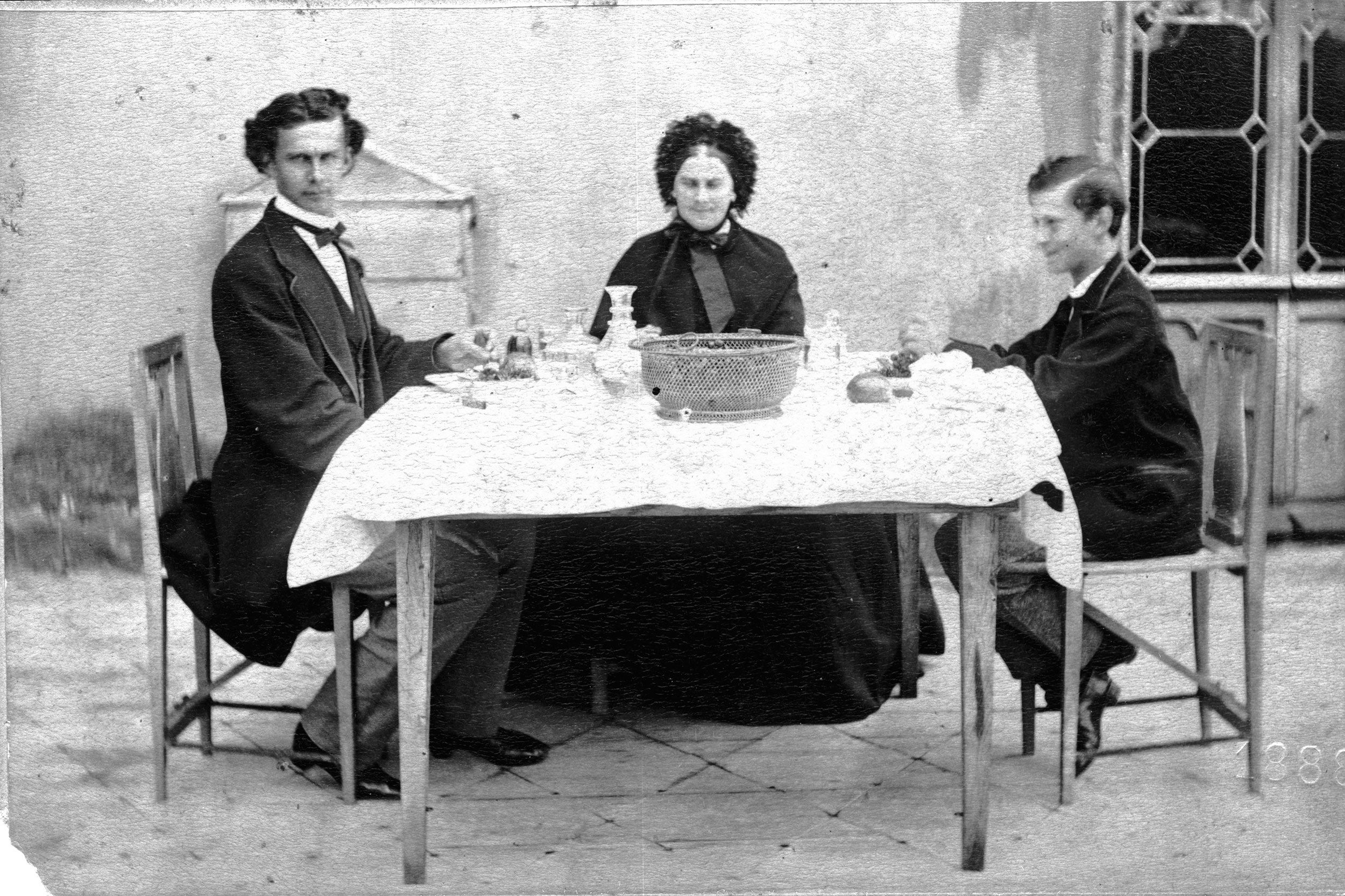
Thái tử Ludwig (trái) với mẹ mình, Vương hậu Marie (ở giữa) và em trai Otto (bên phải), khoảng năm 1863. Otto sẽ trở thành vua sau cái chết của anh trai mình vào năm 1886, mặc dù ông không thể cai trị đúng nghĩa với tư cách là Vua của Bayern do các vấn đề về sức khỏe tâm thần của mình. Bức ảnh được chụp riêng tư cho một album gia đình, như là mốt của nhiều quý tộc trong thời kỳ đó, và không được công bố vào thời điểm đó.

Ludwig không gần gũi với cả cha và mẹ. Các cố vấn của Vua Maximilian đã gợi ý rằng trong những chuyến đi bộ hàng ngày, đôi khi ông có thể thích được người kế vị tương lai đi cùng. Nhà vua trả lời, "Nhưng tôi phải nói gì với đứa trẻ? Suy cho cùng, con trai tôi không quan tâm đến những gì người khác nói với nó." Sau này, Ludwig gọi mẹ mình là "vợ của người tiền nhiệm". Ông gần gũi hơn nhiều với ông nội của mình, Vua Ludwig I khét tiếng và bị phế truất.
Những năm tháng tuổi thơ của Ludwig thực sự có những khoảnh khắc hạnh phúc. Ông sống phần lớn thời gian tại Lâu đài Hohenschwangau, một lâu đài kỳ ảo mà cha ông đã xây dựng gần Alpsee (Hồ Alp) gần Füssen. Lâu đài được trang trí theo phong cách Phục hưng Gothic với nhiều bức bích họa mô tả các sử thi anh hùng của Đức, đáng chú ý nhất là hình ảnh của Lohengrin, Hiệp sĩ Thiên nga. Gia đình cũng đã đến thăm Hồ Starnberg (lúc đó gọi là Hồ Würm).
Khi còn là thiếu niên, Ludwig đã trở thành bạn thân với người hầu cận của mình, Thân vương Paul xứ Thurn và Taxis, một thành viên của Vương tộc Thurn và Taxis giàu có ở Bayern. Hai chàng trai trẻ đã cùng nhau cưỡi ngựa, đọc thơ thành tiếng và dàn dựng các cảnh trong vở opera Lãng mạn của Richard Wagner. Tình bạn kết thúc khi Paul đính hôn với một thường dân vào năm 1868. Trong thời niên thiếu, Ludwig cũng đã bắt đầu một tình bạn trọn đời với người em họ của mình, Nữ công tước Elisabeth xứ Bayern, sau này là Hoàng hậu Áo.

## Giai đoạn đầu triều đại

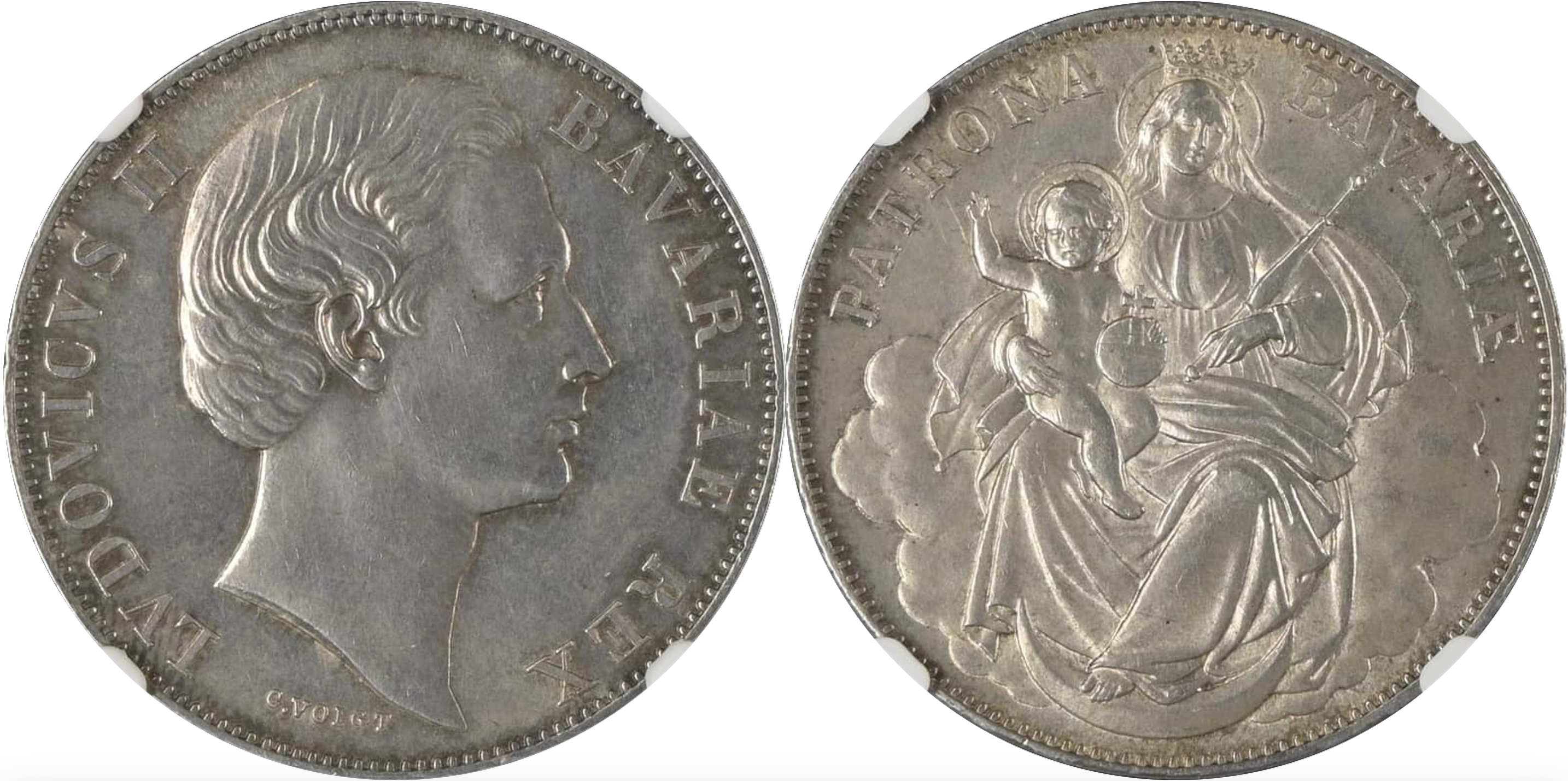
Xu bạc: 1 Vereinsthaler của Bayern với chân dung của Vua Ludwig II ở mặt trước xu - 1865

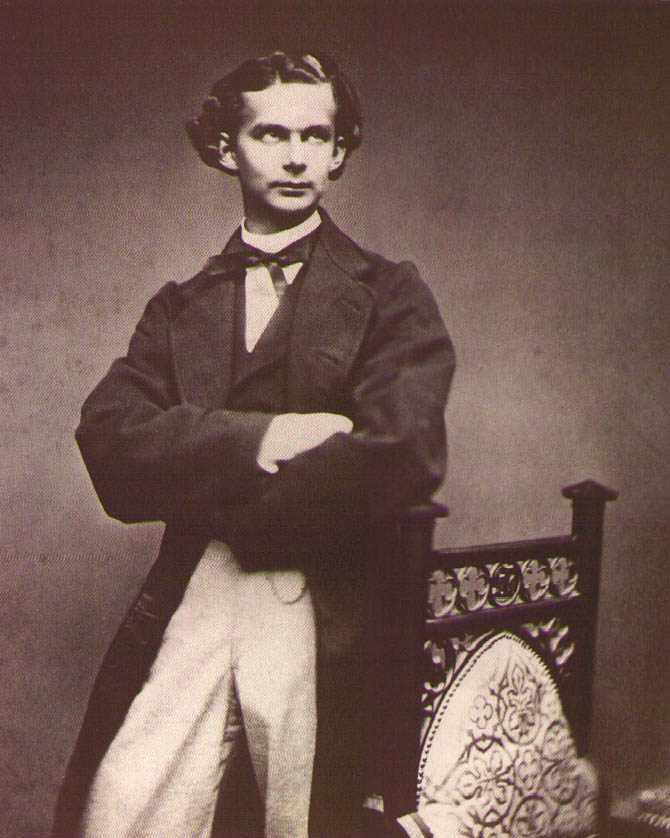
Ludwig II ngay sau khi lên ngôi vua xứ Bayern vào năm 1864

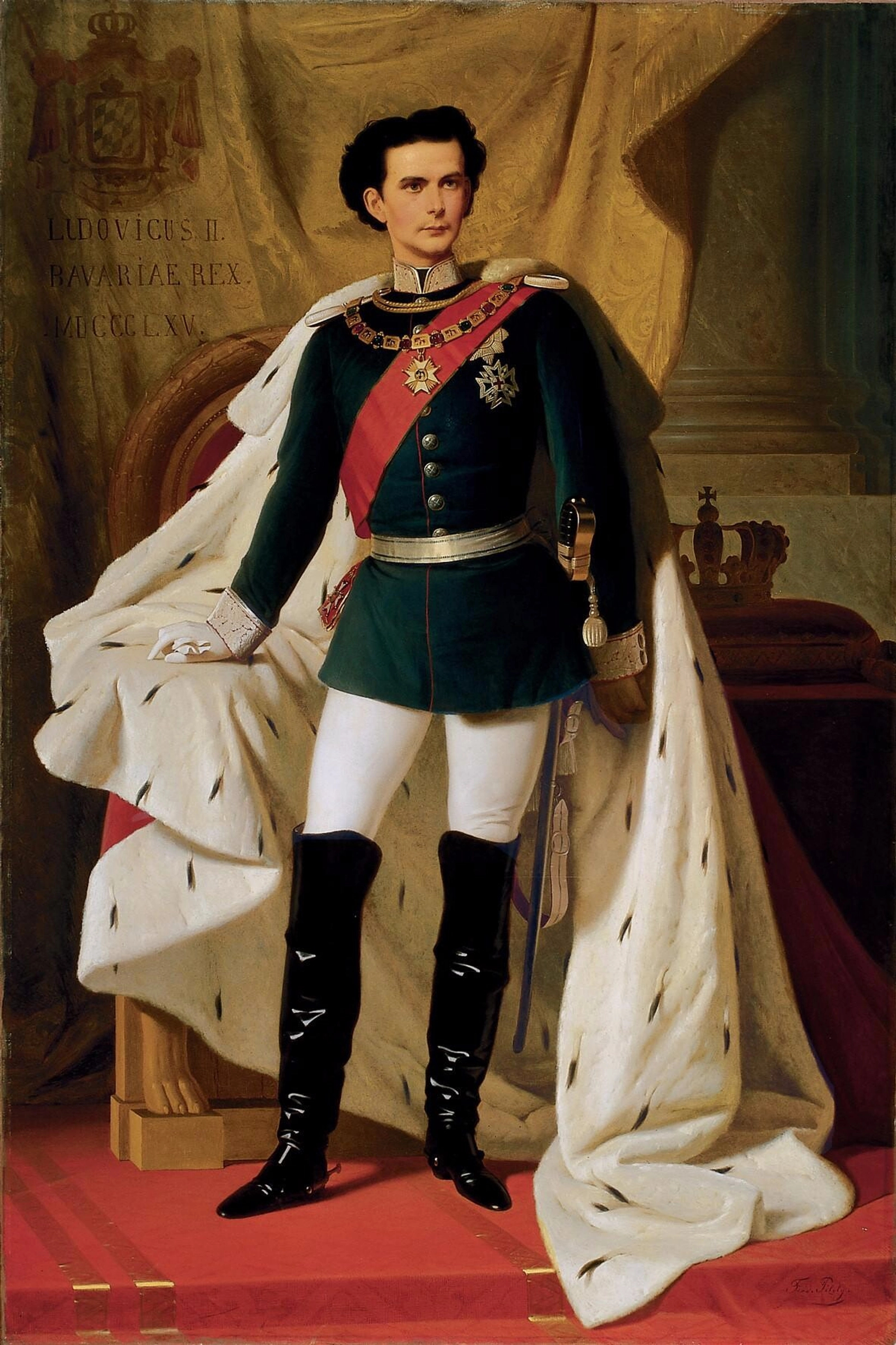
Chân dung lễ đăng quang của Ludwig II, 1865

Thái tử Ludwig ở tuổi 19 khi cha ông qua đời sau ba ngày lâm bệnh, và ông tiếp nhận ngai vàng Bayern. Mặc dù ông không chuẩn bị cho việc trở thành một vị vua, nhưng tuổi trẻ và vẻ ngoài đẹp trai u buồn đã khiến ông trở nên nổi tiếng ở Bayern và những nơi khác. Ông tiếp tục các chính sách nhà nước của cha mình và giữ lại các bộ trưởng. Ông thực sự quan tâm đến nghệ thuật, âm nhạc và kiến trúc. Một trong những hành động đầu tiên trong triều đại của ông, vài tháng sau khi lên ngôi, là triệu tập nhà soạn nhạc Richard Wagner đến triều đình của mình. Cũng trong năm 1864, ông đã đặt viên đá nền móng cho một Nhà hát triều đình mới, hiện là Staatstheater am Gärtnerplatz (Nhà hát Gärtnerplatz).
Ludwig đặc biệt lập dị theo những cách khiến việc phục vụ với tư cách là người đứng đầu Vương quốc Bayern trở nên có vấn đề. Ông không thích các cộng việc nghi lễ nơi công cộng của một vị vua và tránh các sự kiện xã hội chính thức bất cứ khi nào có thể, ông thích cuộc sống ẩn dật mà ông theo đuổi với nhiều dự án sáng tạo khác nhau. Lần cuối cùng ông duyệt binh là vào ngày 22 tháng 8 năm 1875 và lần cuối cùng tổ chức tiệc chiêu đãi triều đình là vào ngày 10 tháng 2 năm 1876. Mẹ ông đã lường trước được những khó khăn cho Ludwig khi bà ghi lại mối quan tâm của mình đối với người con trai cực kỳ hướng nội và sáng tạo, người dành nhiều thời gian để mơ mộng. Những tính cách lập dị này, kết hợp với thực tế là Ludwig tránh Munich và tham gia vào chính phủ ở đó bằng mọi giá, đã gây ra căng thẳng đáng kể với các bộ trưởng chính phủ của nhà vua nhưng không làm mất đi sự ủng hộ của ông đối với người dân Bayern.
Nhà vua thích đi du lịch ở vùng nông thôn Bayern và trò chuyện với những người nông dân và công nhân mà ông gặp trên đường đi. Ông cũng thích thưởng cho những người hiếu khách trong suốt chuyến đi bằng những món quà xa hoa. Ông vẫn được nhớ đến ở Bayern với cái tên Unser Kini ("Vị vua đáng kính của chúng ta" theo phương ngữ Bayern).

## Chiến tranh Áo-Phổ và Pháp-Phổ
Sự thống nhất Đức của Vương quốc Phổ đã trở thành tâm điểm từ năm 1866. Trong Chiến tranh Áo-Phổ, bắt đầu vào tháng 8, Ludwig đã ủng hộ Đế quốc Áo chống lại Phổ. Áo và Bayern đã bị đánh bại, và Vương quốc Bayern buộc phải ký một hiệp ước phòng thủ chung với Phổ. Khi Chiến tranh Pháp-Phổ nổ ra vào năm 1870, Bayern buộc phải chiến đấu cùng Phổ. Sau chiến thắng của Phổ trước Đệ Nhị Đế quốc Pháp, Thủ tướng Otto von Bismarck đã hành động để hoàn thành việc thống nhất nước Đức.
Vào tháng 11 năm 1870, Bayern gia nhập Liên bang Bắc Đức, do đó mất đi vị thế là một vương quốc độc lập; tuy nhiên, phái đoàn Bayern dưới sự chỉ huy của Chủ tịch chính phủ, Bá tước Otto von Bray-Steinburg, đã đảm bảo được vị thế đặc quyền cho Bayern trong đế chế (Reservatrechte). Bayern vẫn giữ lại quyền ngoại giao riêng và Quân đội Bayern, lực lượng này chỉ nằm dưới sự chỉ huy của Phổ trong thời chiến.
Vào tháng 12 năm 1870, Bismarck đã sử dụng các nhượng bộ tài chính để thuyết phục Ludwig, với sự hỗ trợ của viên quản lý của nhà vua, Bá tước Maximilian von Holnstein, viết Kaiserbrief, một lá thư ủng hộ việc thành lập Đế quốc Đức với Vua Wilhelm I của Phổ làm Hoàng đế. Tuy nhiên, Ludwig hối tiếc vì Bayern mất độc lập và từ chối tham dự lễ tuyên bố của Wilhelm với tư cách là Hoàng đế của Đức vào ngày 18 tháng 1 tại Cung điện Versailles. Em trai của Ludwig là Vương tử Otto và chú của ông là Thân vương Luitpold đã đến thay.
Trong Hiến pháp của Đế quốc Đức, Bayern có thể đảm bảo cho mình những quyền rộng lớn, đặc biệt là về chủ quyền quân sự. Quân đội Hoàng gia Bayern không chỉ giữ lại quân đội, bộ chiến tranh và hệ thống tư pháp quân sự của riêng mình, giống như các Vương quốc Sachsen và Vương quốc Württemberg mà còn bị loại khỏi việc đổi số trung đoàn trên toàn đế quốc và chỉ nằm dưới sự kiểm soát của đế quốc trong thời chiến. Bayern cũng giữ lại quân phục bộ binh màu xanh nhạt, Raupenhelm (cho đến năm 1886), kỵ binh hạng nhẹ và một số đặc điểm khác. Các sĩ quan và binh lính của Quân đội Bayern vẫn tuyên thệ trung thành với Vua Bayern chứ không phải Hoàng đế Đức. Tuy nhiên, kiểu cắt quân phục, trang bị và huấn luyện đã được chuẩn hóa theo mẫu của Vương quốc Phổ. Khi quân phục màu xám nhạt được giới thiệu, chỉ có huy hiệu và hình thoi màu xanh và trắng viền cổ áo là đặc trưng của các đơn vị Bayern.

## Đính hôn và khuynh hướng tình dục

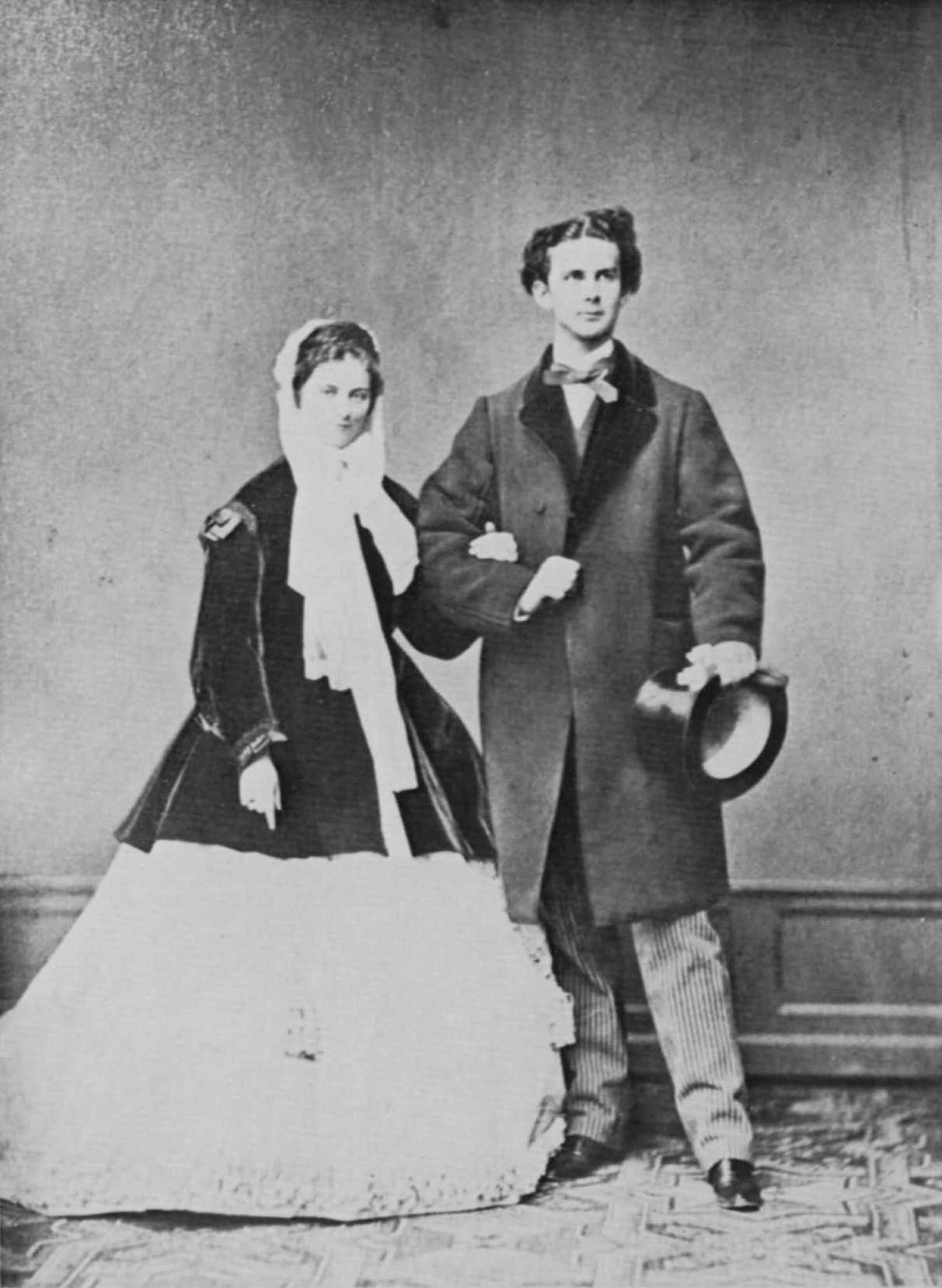
Ludwig II và hôn thê của ông Nữ công tước Sophie Charlotte của Bayern vào năm 1867

Áp lực lớn nhất trong thời kỳ đầu trị vì của Ludwig là áp lực phải sinh một người thừa kế, và vấn đề này đã trở thành vấn đề nổi cộm vào năm 1867. Ludwig đã đính hôn với Nữ công tước Sophie Charlotte của Bayern, em họ của ông và là em gái út của người bạn thân của ông, Hoàng hậu Elisabeth của Áo. Lễ đính hôn được công bố vào ngày 22 tháng 1 năm 1867. Họ chia sẻ mối quan tâm sâu sắc đến các tác phẩm của Richard Wagner; vài ngày trước thông báo đính hôn, Ludwig đã viết thư cho Sophie, "Bản chất chính của mối quan hệ của chúng ta luôn là ... số phận đáng chú ý và vô cùng cảm động của Richard Wagner".
Ludwig liên tục hoãn ngày cưới và cuối cùng đã hủy bỏ lễ đính hôn vào tháng 10. Sau khi lễ đính hôn bị hủy bỏ, Ludwig đã viết thư cho vị hôn thê cũ của mình, "Elsa yêu dấu của anh! Người cha tàn nhẫn của em đã chia cắt chúng ta. Mãi mãi bên em, Heinrich." Cái tên Elsa và Heinrich bắt nguồn từ các nhân vật trong vở opera Lohengrin của Wagner. Sophie sau đó kết hôn với Vương tử Ferdinand, Công tước xứ Alençon, cháu trai của Vua Louis Philippe I của Pháp, tại Lâu đài Possenhofen, nơi Ludwig II bất ngờ tham dự tiệc chiêu đãi.
Ludwig chưa bao giờ kết hôn và cũng không có bất kỳ tình nhân nào được biết đến. Nhật ký, thư từ riêng và các tài liệu khác của ông tiết lộ ham muốn đồng tính mạnh mẽ của ông, mà ông đã đấu tranh để kìm nén để giữ đúng với giáo lý của Giáo hội Công giáo. Đồng tính luyến ái không bị trừng phạt ở Bayern kể từ năm 1813, nhưng sự thống nhất của Đức dưới sự bá quyền của Phổ vào năm 1871 đã ban hành Mục 175, trong đó coi hành vi đồng tính luyến ái giữa nam giới là phạm pháp.
Trong suốt thời kỳ trị vì của mình, Ludwig đã có một loạt tình bạn thân thiết với những người đàn ông, bao gồm cả phụ tá của ông là Paul xứ Thurn và Taxis, quản đốc kiêm quản lý ngựa Richard Hornig, diễn viên sân khấu người Hungary Josef Kainz và cận thần Alfons Weber. Những lá thư từ Ludwig tiết lộ rằng người quản lý chuồng ngựa hoàng gia, Karl Hesselschwerdt, đóng vai trò là người môi giới mại dâm của ông.

## Sự bảo trợ
Sau năm 1871, Ludwig phần lớn rút lui khỏi chính trường và dành hết tâm huyết cho các dự án sáng tạo cá nhân, nổi tiếng nhất là các lâu đài của ông, nơi ông đích thân phê duyệt mọi chi tiết về kiến trúc, trang trí và đồ đạc.

### Ludwig và Wagner

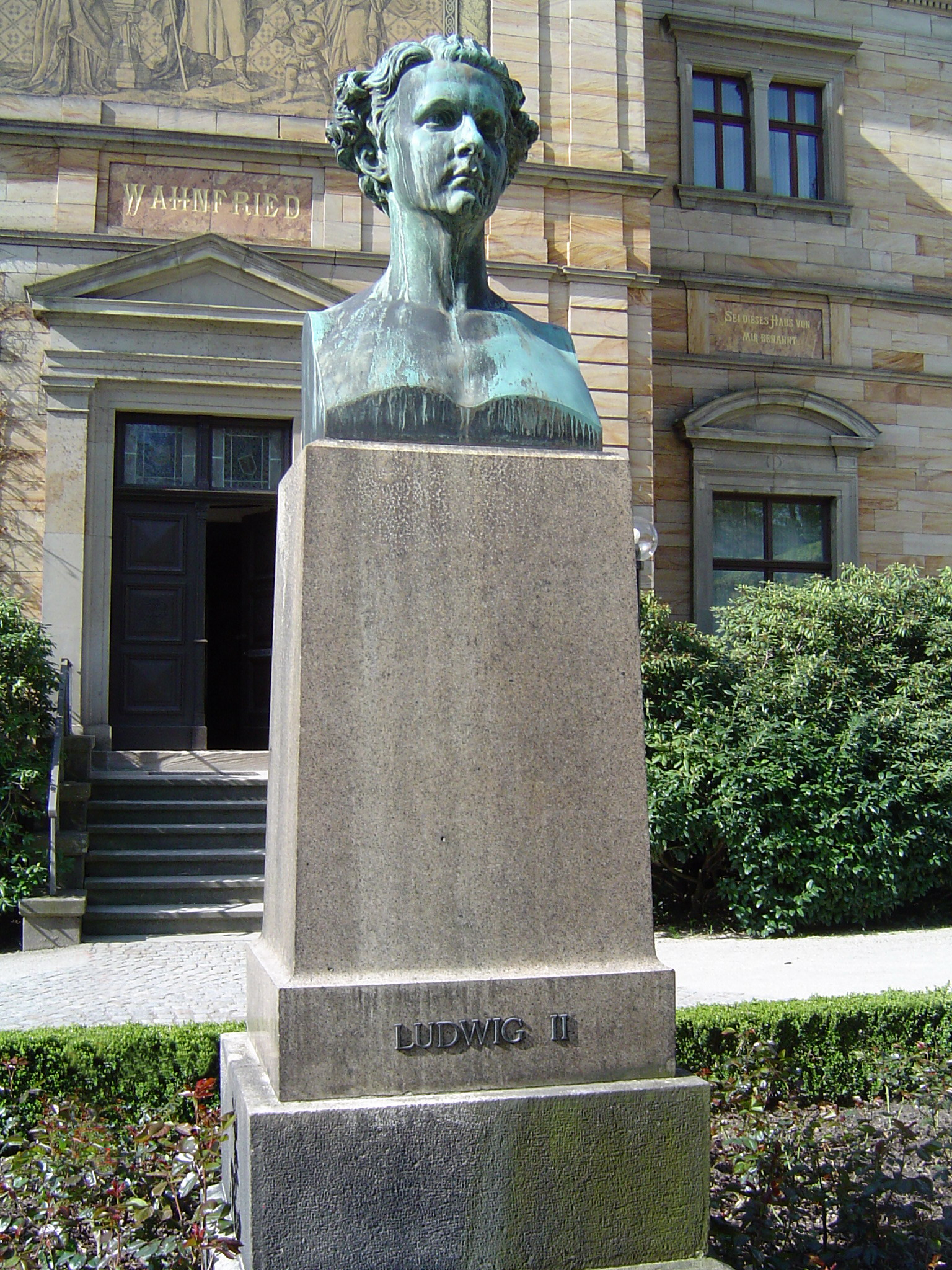
Tượng bán thân của Ludwig II trước biệt thự của Wahnfried, Richard Wagner ở Bayreuth, nơi Ludwig đã trả tiền xây dựng.

Ludwig rất quan tâm đến các vở opera của Richard Wagner. Sự quan tâm này bắt đầu khi Ludwig lần đầu tiên xem Lohengrin ở độ tuổi dễ bị ảnh hưởng là 15, tiếp theo là Tannhäuser mười tháng sau đó. Các vở opera của Wagner đã thu hút trí tưởng tượng đầy ảo tưởng của nhà vua. Wagner nổi tiếng là một chính trị gia cấp tiến và kẻ lăng nhăng, người liên tục chạy trốn khỏi các chủ nợ. Vào ngày 4 tháng 5 năm 1864, Wagner, 51 tuổi, đã có một buổi tiếp kiến chưa từng có kéo dài 1¾ giờ với Ludwig tại Cung điện München. Sau đó, nhà soạn nhạc đã viết về cuộc gặp gỡ đầu tiên của mình với Ludwig, "Than ôi, anh ấy đẹp trai và thông thái, sâu sắc và đáng yêu đến nỗi tôi sợ rằng cuộc đời anh ấy sẽ tan biến trong thế giới thô tục này như một giấc mơ thoáng qua của các vị thần." Ludwig có thể là vị cứu tinh cho sự nghiệp của Wagner; nếu không có Ludwig, các vở opera sau này của Wagner khó có thể được sáng tác, càng không thể được công chiếu tại Nhà hát Hoàng gia Munich danh giá, nơi sau này trở thành Nhà hát Opera Bang Bayern.
Một năm sau khi gặp Nhà vua, Wagner đã trình diễn tác phẩm mới nhất của mình, Tristan und Isolde, tại Munich và nhận được sự hoan nghênh nồng nhiệt. Hành vi xa hoa và tai tiếng của nhà soạn nhạc tại thủ đô đã khiến những người bảo thủ ở Bayern lo lắng, và Nhà vua buộc phải yêu cầu Wagner rời khỏi thành phố 6 tháng sau đó, vào tháng 12 năm 1865. Ludwig đã cân nhắc việc thoái vị để theo Wagner, nhưng Wagner đã thuyết phục ông ở lại. Ludwig đã cung cấp nơi cư trú Tribschen cho Wagner tại Thụy Sĩ. Wagner đã hoàn thành Die Meistersinger von Nürnberg tại đó; tác phẩm được công chiếu tại Munich vào năm 1868. Khi Wagner trở lại với "Ring Cycle" của mình, Ludwig đã yêu cầu "xem trước" hai tác phẩm đầu tiên (Das Rheingold và Die Walküre) tại Munich vào năm 1869 và 1870.
Wagner đang lên kế hoạch cho nhà hát opera cá nhân vĩ đại của mình – Bayreuth Festspielhaus. Ludwig ban đầu từ chối hỗ trợ dự án hoành tráng này. Khi Wagner đã cạn kiệt mọi nguồn khác, ông đã cầu cứu Ludwig, người đã cho ông vay 100.000 thaler để hoàn thành công trình. Ludwig cũng trả tiền cho biệt thự Wahnfried để Wagner và gia đình ông cư trú, được xây dựng vào năm 1872–1874. Năm 1876, Ludwig đã tham dự buổi tổng duyệt và buổi biểu diễn công khai thứ ba của toàn bộ Ring Cycle tại Festspielhaus.

### Nhà hát
Mối quan tâm của Ludwig đối với sân khấu không chỉ giới hạn ở Wagner. Năm 1867, ông bổ nhiệm Karl von Perfall làm giám đốc nhà hát cung đình mới của mình. Ludwig muốn giới thiệu những người đi xem kịch ở Munich đến với những vở kịch hay nhất của châu Âu. Perfall, dưới sự giám sát của Ludwig, đã giới thiệu họ với William Shakespeare, Pedro Calderòn de la Barca, Wolfgang Amadeus Mozart, Christoph Willibald Gluck, Henrik Ibsen, Carl Maria von Weber và nhiều người khác. Ông cũng nâng cao tiêu chuẩn diễn giải của Schiller, Molière và Corneille.
Từ năm 1872 đến năm 1885, Nhà vua đã tổ chức 209 Separatvorstellungen (buổi biểu diễn riêng) cho riêng mình hoặc với khách mời, tại hai nhà hát cung đình, bao gồm 44 vở opera (28 buổi biểu diễn các vở opera của Wagner bao gồm 8 buổi biểu diễn Parsifal), 11 vở ballet và 154 vở kịch (chủ đề chính là Bourbon France) với chi phí là 97.300 mark. Điều này không hẳn là do ông ghép đám đông mà đúng hơn là do nhà vua phàn nàn với diễn viên kiêm quản lý nhà hát Ernst Possart, "Tôi không thể cảm nhận được ảo ảnh nào trong nhà hát khi mọi người cứ nhìn chằm chằm vào tôi và theo dõi mọi biểu cảm của tôi qua ống nhòm opera. Tôi muốn tự mình nhìn, chứ không phải để trở thành trò hề cho đám đông."

### Lâu đài

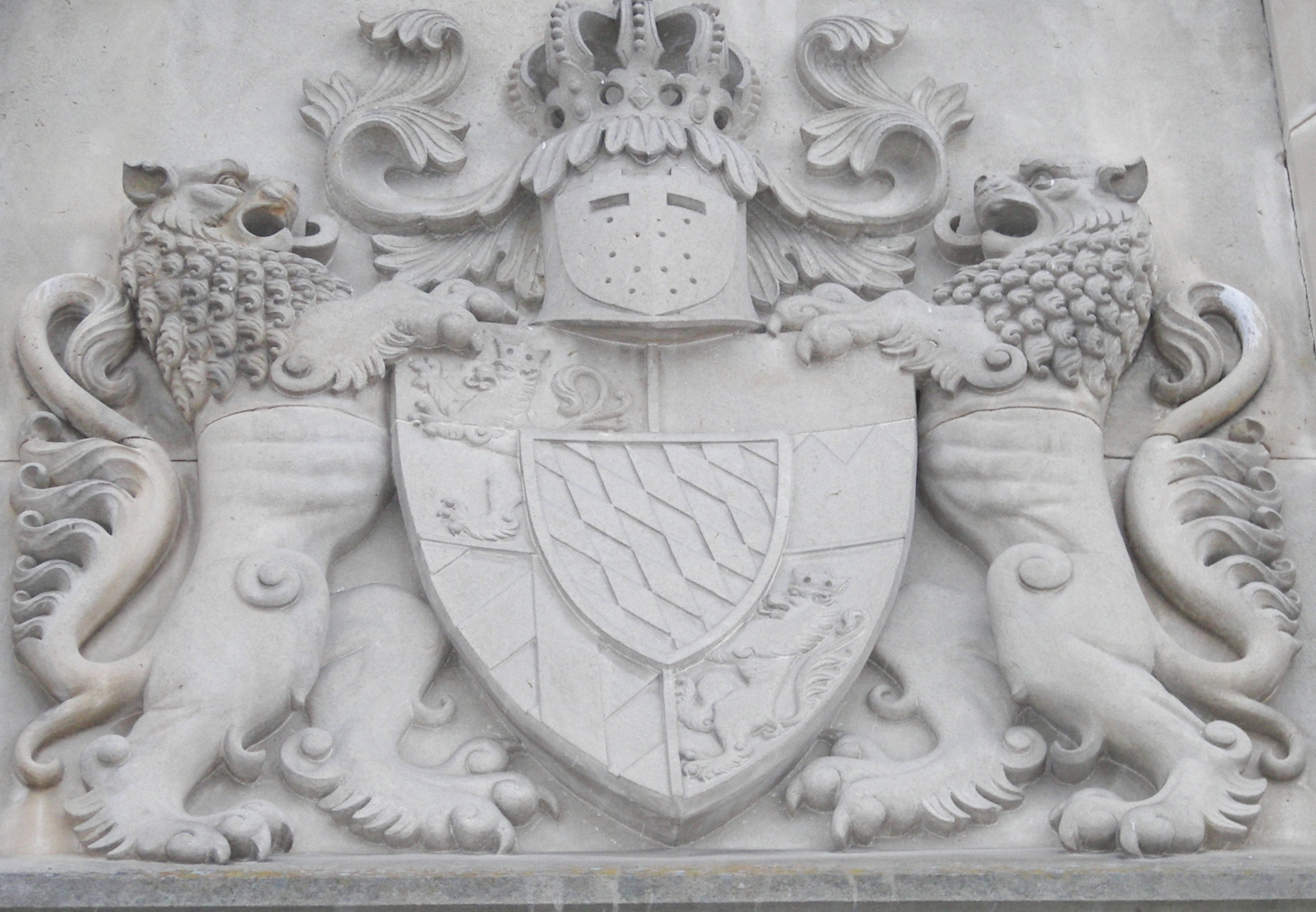
Huy hiệu của Vua Ludwig trên lối vào Lâu đài Neuschwanstein

Ludwig đã sử dụng tài sản cá nhân của mình, được bổ sung hàng năm từ năm 1873 bằng 270.000 mark từ Welfenfonds, để tài trợ cho việc xây dựng một loạt các lâu đài công phu. Năm 1867, ông đã đến thăm công trình của Eugène Viollet-le-Duc tại Château de Pierrefonds và Cung điện Versailles ở Pháp, cũng như Wartburg gần Eisenach ở Thuringia, nơi có ảnh hưởng lớn đến phong cách xây dựng của ông. Trong các bức thư của mình, Ludwig đã kinh ngạc trước người Pháp và tôn vinh nền văn hóa của họ một cách tráng lệ (ví dụ như kiến trúc, nghệ thuật và âm nhạc) và Bayern đã thiếu thốn thảm hại như thế nào khi so sánh. Ước mơ của ông là thực hiện điều tương tự cho Bayern.
Các dự án này đã tạo việc làm cho hàng trăm công nhân và nghệ nhân địa phương và mang lại dòng tiền đáng kể cho các khu vực tương đối nghèo nơi các lâu đài của ông được xây dựng. Các số liệu về tổng chi phí từ năm 1869 đến năm 1886 cho việc xây dựng và trang bị cho mỗi lâu đài đã được công bố vào năm 1968: Schloß Neuschwanstein 6.180.047 mark; Schloß Linderhof 8.460.937 mark (một phần lớn được chi cho Venus Grotto); và Schloß Herrenchiemsee (từ năm 1873) 16.579.674 mark. Để đưa ra một đơn vị tương đương cho thời đại đó, đồng bảng Anh, là đồng tiền bá quyền của thời đại đó, có tỷ giá hối đoái cố định (dựa trên bản vị vàng) là 1 bảng Anh = 20,43 mark vàng. Năm 1868, Ludwig đã ủy quyền cho những bản vẽ đầu tiên cho các tòa nhà của mình, bắt đầu với Lâu đài Neuschwanstein và Herrenchiemsee; công trình sau này không bắt đầu cho đến năm 1878.

#### Neuschwanstein

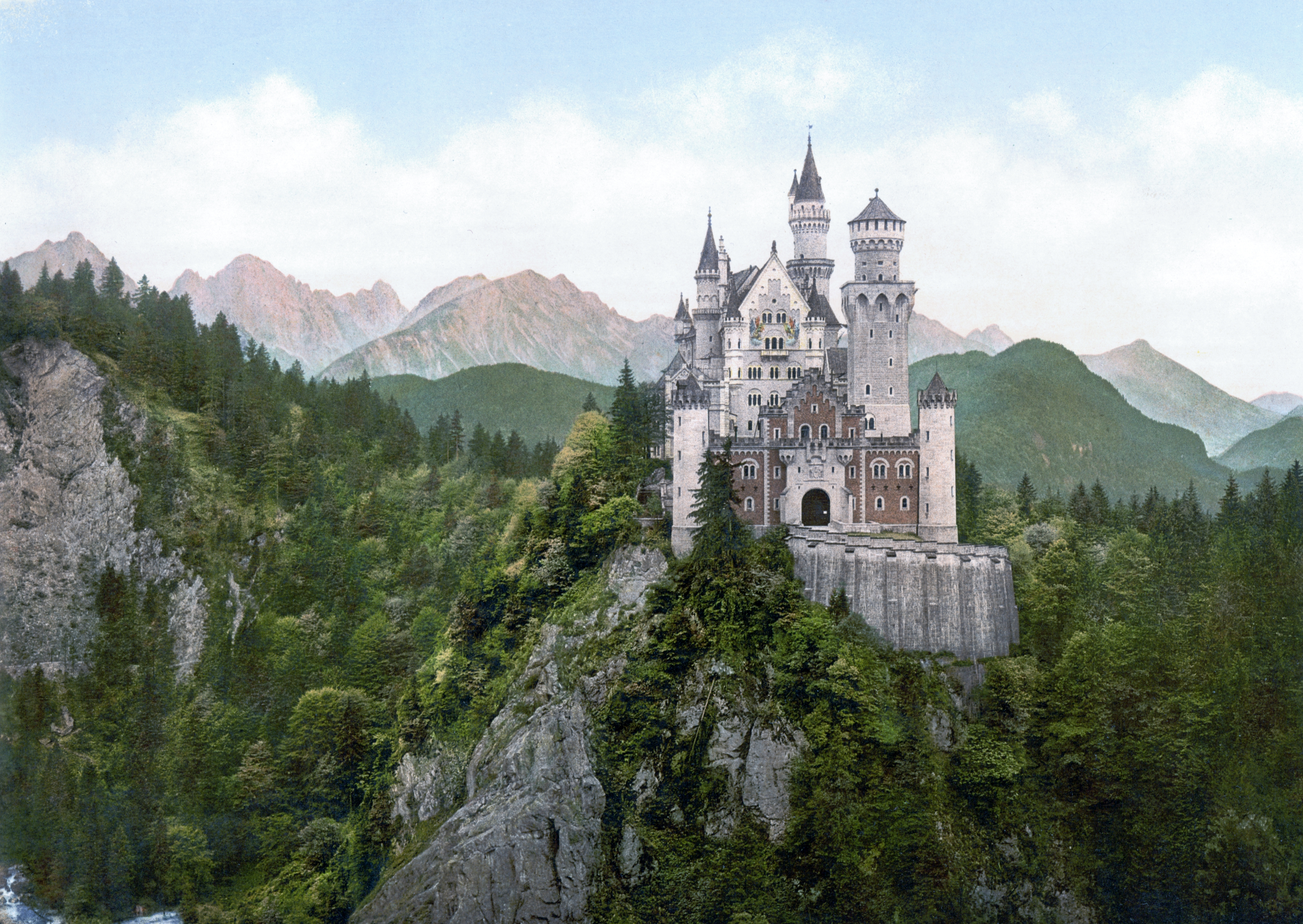
Một bản in photochrom của Lâu đài Neuschwanstein vào những năm 1890

Lâu đài Neuschwanstein (Lâu đài New Swanstone) là một pháo đài theo Kiến trúc Romanesque ấn tượng với những tòa tháp cao vút như trong truyện cổ tích. Lâu đài nằm trên một vách đá trên dãy Anpơ phía trên ngôi nhà thời thơ ấu của Ludwig, Lâu đài Hohenschwangau. Ludwig được cho là đã nhìn thấy địa điểm này và nảy ra ý định xây dựng một lâu đài ở đó khi còn là một cậu bé.
Năm 1869, Ludwig giám sát việc đặt viên đá góc cho Neuschwanstein trên một đỉnh núi ngoạn mục. Các bức tường của Neuschwanstein được trang trí bằng những bức bích họa mô tả các cảnh trong những truyền thuyết được sử dụng trong các vở opera của Richard Wagner, bao gồm Tannhäuser, Tristan und Isolde, Lohengrin, Parsifal và Die Meistersinger có phần không mấy huyền bí.

#### Linderhof

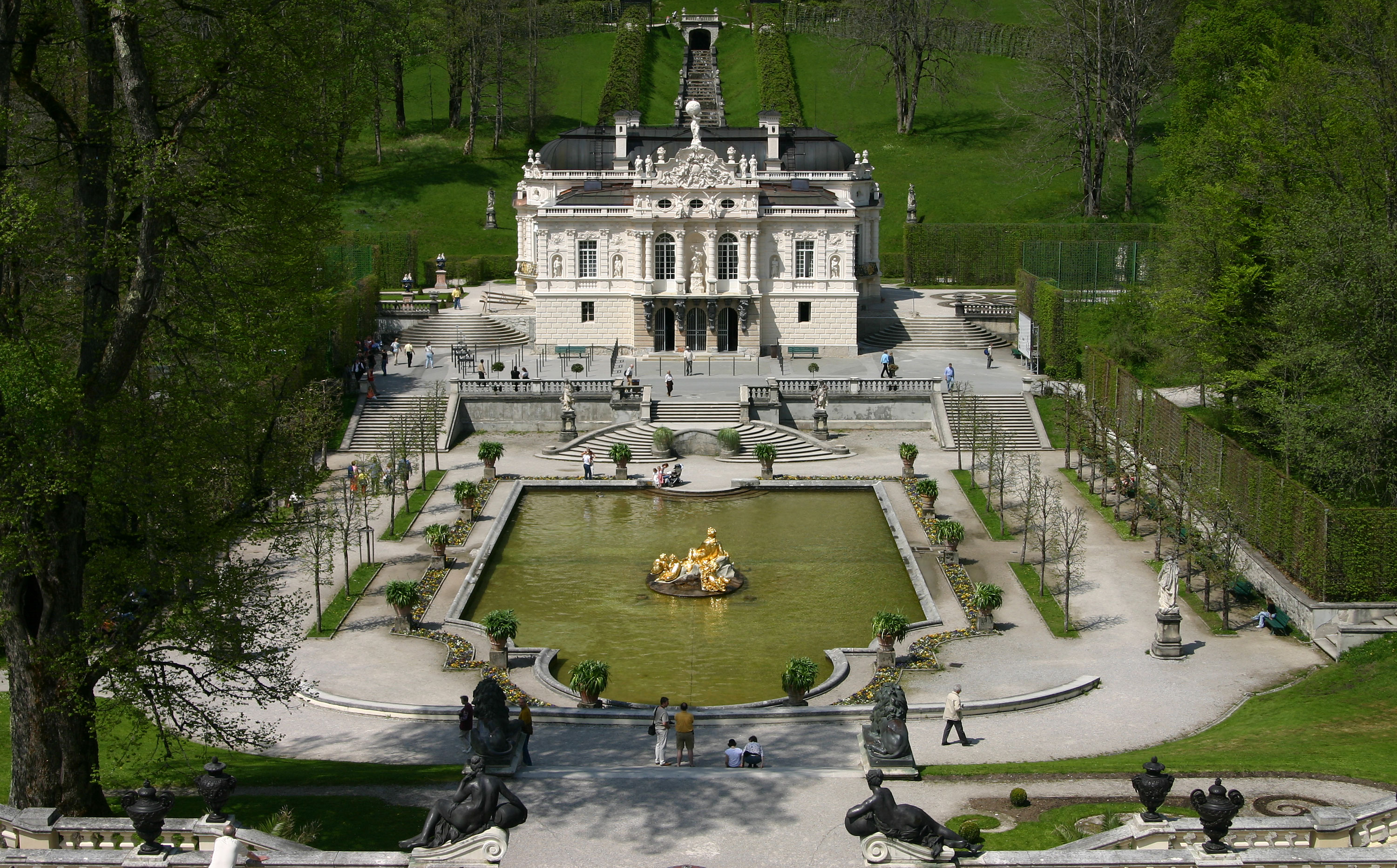
Cung điện Linderhof

Năm 1878, Cung điện Linderhof của Ludwig đã hoàn thành việc xây dựng, một cung điện được trang trí công phu theo phong cách Rococo tân Pháp, với những khu vườn chính thức đẹp đẽ. Khuôn viên có một hang động Venus được thắp sáng bằng điện, nơi Ludwig được chèo trên một chiếc thuyền có hình dạng giống như một chiếc vỏ sò. Sau khi xem các buổi biểu diễn của Bayreuth, Ludwig đã xây dựng Hundinghütte (Túp lều của Hunding, dựa trên bối cảnh sân khấu của màn đầu tiên trong Die Walküre của Wagner) trong khu rừng gần Linderhof, hoàn chỉnh với một cây nhân tạo và một thanh kiếm được gắn vào đó; trong Die Walküre, Siegmund rút thanh kiếm ra khỏi cây. Túp lều của Hunding đã bị phá hủy vào năm 1945, nhưng một bản sao đã được xây dựng tại Linderhof vào năm 1990. Năm 1877, Ludwig đã cho xây dựng Einsiedlei des Gurnemanz (một ẩn thất nhỏ, như được thấy trong màn thứ ba của Parsifal) gần Túp lều của Hunding, với một đồng cỏ đầy hoa mùa xuân; một bản sao được tạo ra vào năm 2000 hiện có thể được nhìn thấy trong công viên tại Linderhof. Gần đó, một Ngôi nhà Ma-rốc, được mua tại Hội chợ Thế giới Paris năm 1878, được dựng dọc theo con đường trên núi. Được bán vào năm 1891 và được đưa đến Oberammergau, ngôi nhà được chính phủ mua lại vào năm 1980 và được dựng lại trong công viên tại Linderhof sau khi được trùng tu toàn diện.
Bên trong cung điện, biểu tượng phản ánh sự say mê của Ludwig với chính quyền chuyên chế của Pháp thời Ancien Régime. Ludwig tự coi mình là "Vua Mặt trăng", một cái bóng Lãng mạn của "Vua Mặt trời" trước đó, Louis XIV của Pháp. Từ Linderhof, Ludwig tận hưởng những chuyến đi dưới ánh trăng trên một chiếc xe trượt tuyết tinh xảo thế kỷ XVIII, hoàn chỉnh với những người hầu mặc đồng phục thế kỷ XVIII.

#### Herrenchiemsee

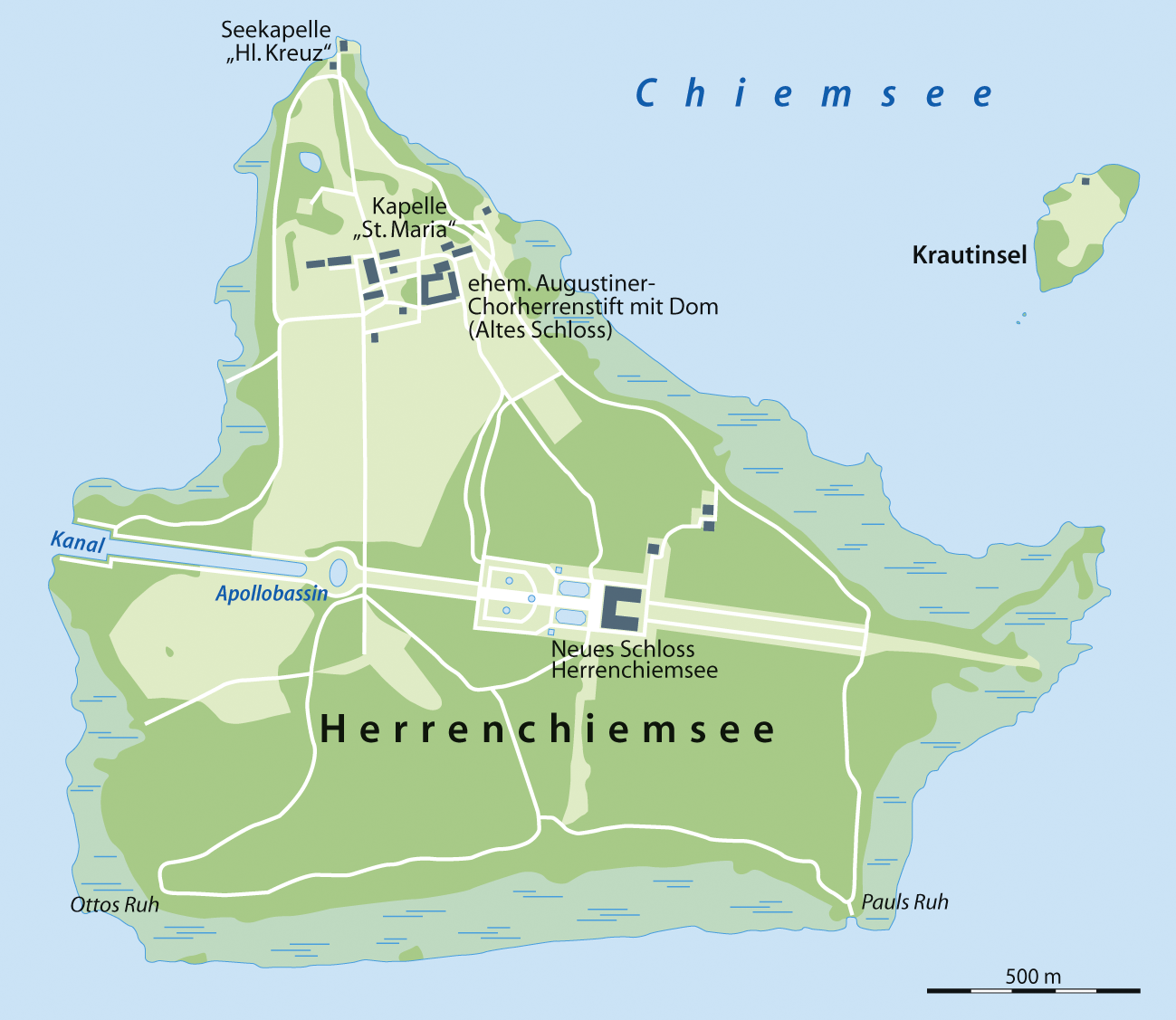
Đảo Herrenchiemsee

Năm 1878, công trình xây dựng Herrenchiemsee bắt đầu, nó như một bản sao của một phần Cung điện Versailles, tọa lạc tại Herreninsel ở Chiemsee. Công trình được xây dựng như một sự tri ân của Ludwig dành cho Louis XIV của Pháp, "Vua Mặt trời" vĩ đại. Chỉ có phần trung tâm của cung điện được xây dựng; tất cả công trình xây dựng đều dừng lại sau khi Ludwig qua đời. Những gì còn lại của Herrenchiemsee bao gồm 8.366 mét vuông (90.050 ft vuông), một "bản sao thu nhỏ" so với 551.112 ft2 của Versailles.

#### Căn hộ hoàng gia Munich Residenz Palace
Năm 1879, Ludwig hoàn thành việc xây dựng căn hộ hoàng gia tại Cung điện Residenz ở Munich, nơi ông đã thêm một nhà kính xa hoa hoặc khu vườn mùa đông trên mái cung điện. Nó được khởi công vào năm 1867 như một công trình khá nhỏ, nhưng sau khi mở rộng vào năm 1868 và 1871, kích thước đạt 69,5 x 17,2 x 9,5 m. Nó có một hồ nước trang trí hoàn chỉnh với thuyền nhỏ, một bức tranh toàn cảnh về dãy Himalaya làm nền, một túp lều đánh cá Ấn Độ bằng tre, một ki-ốt Moorish và một chiếc lều kỳ lạ. Mái nhà là một công trình kim loại và kính tiên tiến về mặt kỹ thuật. Khu vườn mùa đông đã bị đóng cửa vào tháng 6 năm 1886, một phần bị tháo dỡ vào năm sau và bị phá hủy vào năm 1897.

### Các dự án cuối
Năm 1883, Ludwig lên kế hoạch xây dựng một lâu đài mới trên Falkenstein (Falcon Rock) gần Pfronten ở Allgäu, một nơi mà ông biết rõ: một mục nhật ký ngày 16 tháng 10 năm 1867 có nội dung "Falkenstein hoang dã, lãng mạn". Thiết kế đầu tiên là bản phác thảo của Christian Jank vào năm 1883 "rất giống Tòa thị chính Liège". Các thiết kế tiếp theo cho thấy một biệt thự khiêm tốn với một tòa tháp vuông, cùng với một lâu đài Gothic nhỏ. Đến năm 1885, một con đường và nguồn cung cấp nước đã được xây dựng tại Falkenstein, nhưng những tàn tích cũ vẫn còn nguyên vẹn.
Ludwig đề xuất xây một cung điện Byzantine ở Graswangtal và một cung điện mùa hè Trung Quốc ở Plansee tại Tyrol. Những dự án này không bao giờ vượt ra ngoài các kế hoạch ban đầu. Đối với Lâu đài Berg (Bayern), Ludwig đã xây dựng một tòa tháp thứ năm cho nó được gọi là Isolde và thường xuyên sử dụng lâu đài làm nơi ở mùa hè của mình. Khi Marie Maximiliane xứ Hessen và Rhein, Hoàng hậu Nga, đến thăm Berg vào năm 1868, ông đã cho trang trí lâu đài thật lộng lẫy trong suốt thời gian bà lưu lại đó; ngoài ra, theo tiêu chuẩn của ông, lâu đài được trang bị nội thất khiêm tốn.

## Tranh cãi và đấu tranh giành quyền lực
Mặc dù Ludwig đã trả tiền cho các dự án yêu thích của mình bằng tiền của chính mình chứ không phải tiền của nhà nước, nhưng điều đó không nhất thiết giúp Bayern tránh khỏi hậu quả tài chính. Đến năm 1885, ông đã nợ 14 triệu mark và đã vay mượn rất nhiều từ gia đình. Thay vì tiết kiệm, như các bộ trưởng tài chính đã khuyên, ông đã lên kế hoạch xa hoa hơn nữa mà không ngừng nghỉ. Ông yêu cầu phải vay tiền từ tất cả các hoàng gia châu Âu và tránh xa các vấn đề của nhà nước. Cảm thấy bị các bộ trưởng quấy rối và khó chịu, ông đã cân nhắc việc giải tán toàn bộ nội các và thay thế họ bằng những người mới. Nội các quyết định hành động trước.
Tìm kiếm một lý do để phế truất Ludwig bằng hiến pháp, các bộ trưởng nổi loạn đã quyết định dựa trên lý do rằng ông bị bệnh tâm thần và không có khả năng cai trị. Họ yêu cầu chú của Ludwig là Thân vương Luitpold, thay thế vị trí hoàng gia bị bỏ trống nếu Ludwig bị phế truất. Luitpold đồng ý với điều kiện những kẻ chủ mưu đưa ra bằng chứng đáng tin cậy rằng nhà vua thực sự bị điên. Từ tháng 1 đến tháng 3 năm 1886, những kẻ chủ mưu đã tập hợp Ärztliches Gutachten (Báo cáo y khoa) về khả năng cai trị của Ludwig. Hầu hết các chi tiết trong báo cáo đều do Bá tước Maximilian von Holnstein biên soạn, người đã mất niềm tin với Ludwig và tích cực tìm cách lật đổ ông. Holnstein đã dùng hối lộ và cấp bậc cao của mình để moi ra một danh sách dài các khiếu nại, báo cáo và tin đồn về Ludwig từ những người hầu của nhà vua. Danh sách dài những hành vi kỳ lạ được cho là bao gồm sự nhút nhát bệnh hoạn, việc ông tránh né công việc nhà nước, những chuyến đi tưởng tượng phức tạp và tốn kém, ăn tối ngoài trời trong thời tiết lạnh giá và mặc áo khoác dày vào mùa hè, cách cư xử luộm thuộm và trẻ con trên bàn ăn, cử người hầu đi những chuyến đi dài và tốn kém để nghiên cứu các chi tiết kiến trúc ở những vùng đất xa lạ và đe dọa bạo lực đối với người hầu của mình.
Mức độ chính xác của những lời buộc tội này có thể không bao giờ được biết. Những kẻ chủ mưu đã tiếp cận Thủ tướng Otto von Bismarck, người nghi ngờ tính xác thực của báo cáo, gọi đó là "những thứ được lấy từ giỏ đựng giấy vụn và tủ đựng đồ của Nhà vua". Bismarck đã bình luận sau khi đọc báo cáo rằng "Các Bộ trưởng muốn hy sinh Nhà vua, nếu không họ sẽ không có cơ hội tự cứu mình". Ông đề xuất rằng vấn đề này nên được đưa ra trước Quốc hội Bayern và thảo luận ở đó nhưng không ngăn cản các bộ trưởng thực hiện kế hoạch của họ.
Vào đầu tháng 6, báo cáo đã được hoàn thiện và được ký bởi một hội đồng gồm bốn bác sĩ tâm thần: Bernhard von Gudden, giám đốc Nhà thương điên Munich; Hubert von Grashey (là con rể của Gudden); và các đồng nghiệp của họ, Friedrich Wilhelm Hagen và Max Hubrich. Bản báo cáo tuyên bố trong những câu cuối rằng nhà vua mắc chứng hoang tưởng và kết luận, "Mắc chứng rối loạn như vậy, không còn được phép tự do hành động và Bệ hạ bị tuyên bố là không có khả năng cai trị, tình trạng không có khả năng này sẽ không chỉ kéo dài trong một năm mà còn kéo dài trong suốt cuộc đời của Bệ hạ". Những người đàn ông này chưa từng gặp nhà vua, ngoại trừ Gudden, chỉ một lần, 12 năm trước đó, và không ai từng khám cho ông. Những câu hỏi về việc thiếu chẩn đoán y khoa khiến tính hợp pháp của bảng báo cáo gây tranh cãi. Thêm vào tranh cãi là những tình tiết bí ẩn khiến Vua Ludwig qua đời. Ngày nay, tuyên bố về chứng hoang tưởng không được coi là chính xác; hành vi của Ludwig được hiểu là rối loạn nhân cách phân liệt, và ông cũng có thể đã mắc FTD trong những năm cuối đời, một giả định được hỗ trợ bởi chứng thoái hóa thùy trán thái dương được đề cập trong báo cáo khám nghiệm tử thi.
Người em trai và người kế vị duy nhất của Ludwig, Vương tử Otto, được coi là mất trí, cung cấp cơ sở thuận tiện cho tuyên bố về chứng mất trí di truyền.

## Bản cáo trạng

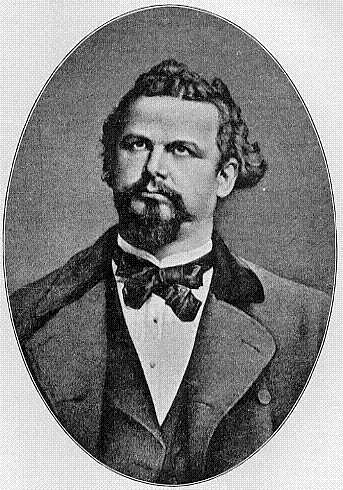
Ludwig II của Bayern vào cuối cuộc đời của ông vào khoảng năm 1882

Vào lúc 4 giờ sáng ngày 10 tháng 6 năm 1886, một ủy ban chính phủ bao gồm Holnstein và Gudden đã đến Lâu đài Neuschwanstein để chính thức chuyển giao văn bản cáo trạng cho Vua Ludwig và giam giữ ông. Được một người hầu trung thành, người đánh xe ngựa Fritz Osterholzer, báo trước một hoặc hai giờ, Ludwig đã ra lệnh cho cảnh sát địa phương bảo vệ mình, và các ủy viên đã bị đuổi khỏi cổng lâu đài dưới họng súng. Trong một trò hề khét tiếng, các ủy viên đã bị tấn công bởi nữ nam tước Spera von Truchseß 47 tuổi, vì lòng trung thành với nhà vua, người đã vung chiếc ô của mình vào những người đàn ông và sau đó chạy đến phòng của nhà vua để xác định những kẻ chủ mưu. Sau đó, Ludwig đã bắt giữ các ủy viên, nhưng sau khi giam giữ họ trong nhiều giờ, đã thả họ ra.
Thân vương Ludwig Ferdinand xứ Bayern là thành viên duy nhất trong hoàng gia luôn giữ mối quan hệ thân thiện với anh họ của mình (ngoại trừ Elisabeth, Hoàng hậu Áo), vì vậy Ludwig II đã viết cho ông một bức điện tín; ông ngay lập tức có ý định làm theo lời kêu gọi này nhưng đã bị người chú là Thân vương Luitpold, người sắp tiếp quản chính phủ với tư cách là nhiếp chính vương, ngăn cản không cho rời khỏi nhà mình tại Cung điện Nymphenburg. Cùng ngày hôm đó, chính phủ dưới quyền của Chủ tịch bộ trưởng Johann von Lutz đã công khai tuyên bố Luitpold là nhiếp chính vương. Bạn bè và đồng minh của Ludwig đã thúc giục ông chạy trốn hoặc đến Munich để giành lại sự ủng hộ của người dân. Ludwig đã do dự, thay vào đó, ông đã đưa ra một tuyên bố, được cho là do phụ tá của ông, Bá tước Alfred Dürckheim, soạn thảo, được một tờ báo ở Bamberg đăng vào ngày 11 tháng 6:
"Thân vương Luitpold có ý định, trái với ý muốn của tôi, lên nắm quyền nhiếp chính trên đất nước tôi, và chính quyền cũ của tôi đã, thông qua những cáo buộc sai trái về tình trạng sức khỏe của tôi, lừa dối người dân yêu quý của tôi và đang chuẩn bị thực hiện các hành vi phản quốc. ... Tôi kêu gọi mọi người dân Bayern trung thành tập hợp xung quanh những người ủng hộ trung thành của tôi để ngăn chặn âm mưu phản quốc chống lại Nhà vua và tổ quốc".
Chính phủ đã thành công trong việc ngăn chặn tuyên bố bằng cách thu giữ hầu hết các bản sao của tờ báo và tờ rơi. Tiểu sử bằng hình ảnh của Ludwig do Anton Sailer biên soạn có một bức ảnh chụp tài liệu hiếm này. Tính xác thực của Tuyên bố Hoàng gia bị nghi ngờ, vì nó được đề ngày 9 tháng 6, trước khi ủy ban đến, nó sử dụng "tôi" thay vì "chúng tôi" của hoàng gia và có lỗi chính tả. Khi Ludwig do dự, sự ủng hộ dành cho ông đã giảm sút. Những người nông dân tập hợp lại vì mục đích của ông đã bị giải tán, và lực lượng cảnh sát canh gác lâu đài của ông đã bị thay thế bằng một đội cảnh sát gồm 36 người đã phong tỏa mọi lối vào lâu đài. Cuối cùng, Ludwig quyết định sẽ cố gắng trốn thoát, nhưng đã quá muộn. Vào sáng sớm ngày 12 tháng 6, một ủy ban thứ hai đã đến. Ludwig đã bị bắt giữ ngay sau nửa đêm và lúc 4 giờ sáng đã bị đưa lên một cỗ xe ngựa đang chờ. Ông hỏi Gudden, "Làm sao ông có thể tuyên bố tôi bị điên? Rốt cuộc, ông chưa bao giờ nhìn thấy hoặc khám tôi trước đây", chỉ để được trả lời rằng "điều đó là không cần thiết; bằng chứng tài liệu [báo cáo của người hầu] rất nhiều và hoàn toàn được chứng minh. Nó quá sức thuyết phục". Ludwig được đưa đến Lâu đài Berg (Bayern) trên bờ Hồ Starnberg, phía nam Munich.

## Cái chết

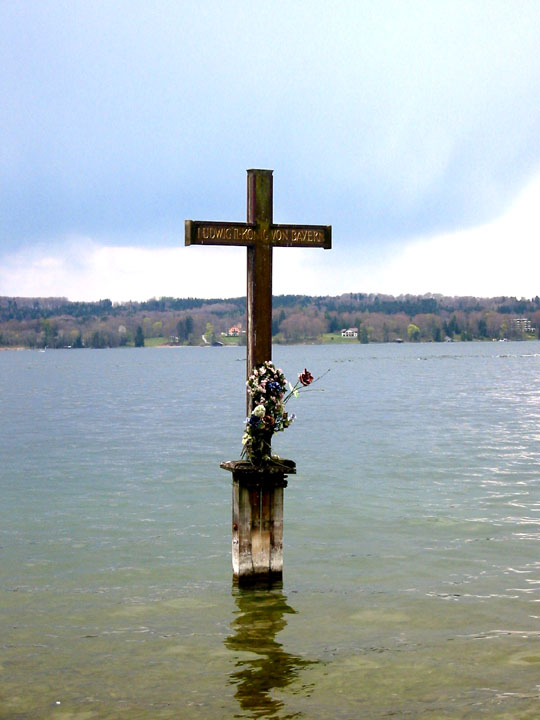
Thánh giá tưởng niệm tại địa điểm tìm thấy thi thể của Ludwig II ở Hồ Starnberg

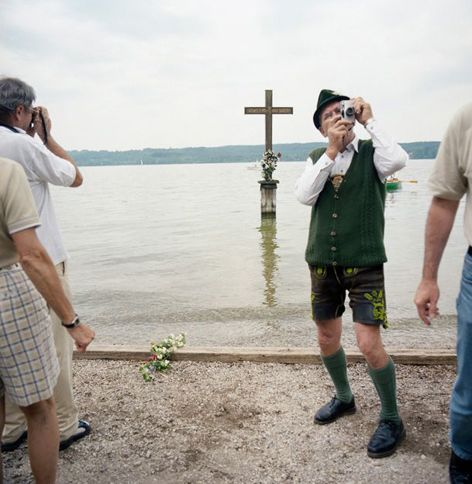
Những người tham gia lễ tưởng niệm hàng năm tại Đài tưởng niệm Thập giá

Vào buổi chiều ngày hôm sau, ngày 13 tháng 6 năm 1886, Gudden đi cùng Ludwig dạo quanh khuôn viên Lâu đài Berg. Họ được hai người hầu hộ tống. Khi trở về, Gudden bày tỏ sự lạc quan với các bác sĩ khác về việc điều trị cho bệnh nhân hoàng gia của mình.
Sau bữa tối, vào khoảng 6 giờ chiều, Ludwig đã yêu cầu Gudden đi cùng mình thêm một chuyến nữa, lần này là qua công viên Schloß Berg dọc theo bờ Hồ Starnberg. Gudden đồng ý; chuyến đi thậm chí có thể là do ông gợi ý, và ông bảo những người hầu không được đi cùng. Lời nói của ông khá mơ hồ (Es darf kein Pfleger mitgehen, "Không người hầu nào được đi cùng [chúng tôi]"). Không rõ họ có định đi theo ở một khoảng cách kín đáo hay không. Hai người đàn ông này được nhìn thấy lần cuối vào khoảng 6:30 chiều; họ dự kiến sẽ quay lại vào lúc 8 giờ tối nhưng không bao giờ quay lại.
Sau khi toàn bộ nhân viên lâu đài tìm kiếm trong hơn hai giờ trong cơn gió lớn kèm theo mưa lớn, lúc 10:30 tối hôm đó, người ta tìm thấy thi thể của cả Ludwig và Gudden, đầu và vai nhô lên khỏi mặt nước nông gần bờ. Đồng hồ của Ludwig dừng ở 6:54 phút. Các hiến binh tuần tra công viên không nhìn thấy hay nghe thấy bất cứ điều gì bất thường.
Cái chết của Ludwig được chính thức kết luận là do tự tử bằng cách chết đuối; báo cáo khám nghiệm tử thi chính thức chỉ ra rằng không tìm thấy nước trong phổi của ông. Ludwig là một vận động viên bơi lội rất giỏi khi còn trẻ, mực nước ở nơi tìm thấy thi thể ông chỉ sâu khoảng ngang thắt lưng và ông không hề có ý định tự tử trong suốt cuộc khủng hoảng. Thi thể của Gudden có những vết đánh vào đầu và cổ cùng dấu hiệu bị siết cổ, dẫn đến nghi ngờ rằng ông đã bị siết cổ, mặc dù không tìm thấy bằng chứng nào khác để chứng minh điều này. Một giả thuyết khác cho rằng Ludwig chết vì nguyên nhân tự nhiên, chẳng hạn như nhồi máu cơ tim hoặc trai biến mạch máu não, do nước lạnh (12 °C) của hồ gây ra trong lúc cố gắng trốn thoát.

### Âm mưu giết người
Có suy đoán rằng Ludwig đã bị kẻ thù giết khi đang cố gắng trốn thoát khỏi Berg. Một lời kể lại rằng Ludwig đã bị bắn. Người đánh cá riêng của ông, Jakob Lidl (1864–1933), đã tuyên bố, "Ba năm sau khi nhà vua qua đời, tôi đã bị bắt phải thề rằng tôi sẽ không bao giờ nói một số điều nhất định - không nói với vợ tôi, không nói trên giường bệnh, và không nói với bất kỳ linh mục nào ... Nhà nước đã cam kết chăm sóc gia đình tôi nếu có bất kỳ điều gì xảy ra với tôi trong thời bình hay chiến tranh." Lidl đã giữ lời thề của mình, ít nhất là bằng lời nói, nhưng đã để lại những ghi chú được tìm thấy sau khi ông qua đời. Theo Lidl, ông đã ẩn sau những bụi cây cùng với chiếc thuyền của mình, chờ gặp Ludwig, để chèo thuyền ra hồ, nơi những người trung thành đang chờ để giúp ông trốn thoát. Lidl viết, "Khi nhà vua bước lên thuyền và đặt một chân vào đó, một phát súng vang lên từ bờ, dường như đã giết chết ông ngay tại chỗ, vì nhà vua ngã xuống mũi thuyền". Báo cáo khám nghiệm tử thi cho thấy không có vết sẹo hay vết thương nào được tìm thấy trên cơ thể của nhà vua đã chết. Nhiều năm sau, Nữ bá tước Josephine von Wrbna-Kaunitz cho những vị khách của mình xem một chiếc áo khoác Loden màu xám có hai lỗ đạn ở phía sau, khẳng định đó chính là chiếc áo mà Ludwig đã mặc.

### Tang lễ
Di hài của Ludwig được mặc trang phục của Dòng Thánh Hubert, và được đặt tại nhà nguyện hoàng gia ở Munich Residenz. Trên tay phải, ông cầm một bó hoa nhài trắng do người em họ của ông là Hoàng hậu Elisabeth của Áo hái cho. Sau một đám tang cầu kỳ vào ngày 19 tháng 6 năm 1886, di hài của Ludwig được chôn cất tại hầm mộ của Nhà thờ Thánh Michael, München. Trái tim của ông không nằm cùng với phần còn lại của cơ thể. Theo truyền thống Bayern, trái tim của nhà vua được đặt trong một chiếc bình bạc và gửi đến Đền thờ Đức Mẹ Altötting, nơi nó được đặt bên cạnh trái tim của cha và ông nội ông. Ba năm sau khi ông qua đời, một nhà nguyện tưởng niệm nhỏ đã được xây dựng nhìn ra địa điểm này và một cây thánh giá được dựng lên trên hồ. Một buổi lễ tưởng niệm được tổ chức tại Altötting hàng năm vào ngày 13 tháng 6.

## Kế vị
Ludwig được kế vị bởi em trai ông là Vương tử Otto. Vì Otto được coi là mất khả năng nhận thức vì bệnh tâm thần do chẩn đoán của Gudden và đã được giám sát y tế từ năm 1883; nên chú của nhà vua là Thân vương Luitpold vẫn là nhiếp chính. Luitpold duy trì quyền nhiếp chính cho đến khi ông qua đời vào năm 1912 ở tuổi 91. Ông được kế vị làm nhiếp chính bởi con trai cả của mình, cũng tên là Ludwig. Quyền nhiếp chính kéo dài thêm 13 tháng nữa cho đến tháng 11 năm 1913, khi Nhiếp chính Ludwig phế truất Vua Otto vẫn còn sống nhưng vẫn được thể chế hóa, và tự xưng là Vua Ludwig III của Bayern. Triều đại của ông kéo dài cho đến khi kết thúc Thế chiến thứ nhất và chế độ quân chủ ở toàn nước Đức bị bãi bỏ.

## Di sản
Mặc dù nhiều người coi Ludwig là người kỳ lạ, câu hỏi về chứng mất trí lâm sàng vẫn chưa được giải quyết. Nhà nghiên cứu não bộ nổi tiếng người Đức Heinz Häfner không đồng tình với lập luận rằng có bằng chứng rõ ràng về chứng mất trí của Ludwig. Những người khác tin rằng ông có thể đã phải chịu đựng tác động của thuốc chloroform được sử dụng để kiểm soát chứng đau răng mãn tính thay vì bất kỳ rối loạn tâm lý nào. Em họ và bạn của ông, Hoàng hậu Elisabeth của Áo, cho rằng, "Nhà vua không bị điên; ông chỉ là một người lập dị sống trong thế giới của những giấc mơ. Họ có thể đã đối xử với ông nhẹ nhàng hơn, và do đó có lẽ đã cứu ông khỏi một kết cục khủng khiếp như vậy". Một trong những câu nói được trích dẫn nhiều nhất của Ludwig là, "Tôi muốn vẫn là một bí ẩn vĩnh cửu đối với chính mình và những người khác".
Ngày nay, du khách tỏ lòng tôn kính Ludwig bằng cách đến thăm mộ ông cũng như các lâu đài của ông. Chính những lâu đài từng khiến nhà vua phá sản ngày nay đã trở thành điểm thu hút khách du lịch cực kỳ có lợi nhuận cho bang Bayern. Các cung điện, được con trai của Ludwig III là Thái tử Rupprecht tặng cho Bayern vào năm 1923, đã tự trả tiền cho chính chúng nhiều lần và thu hút hàng triệu khách du lịch từ khắp nơi trên thế giới đến Đức mỗi năm.

### Kiến trúc
Ludwig rất quan tâm đến kiến trúc. Ông nội của ông, Vua Ludwig I, đã xây dựng lại phần lớn kinh thành Munich. Nơi này được gọi là "Athens trên sông Isar". Cha của ông, Vua Maximilian II, cũng tiếp tục xây dựng nhiều công trình hơn ở Munich, cũng như xây dựng Lâu đài Hohenschwangau, ngôi nhà thời thơ ấu của Ludwig II, gần Lâu đài Neuschwanstein do Ludwig xây dựng. Ludwig II đã có kế hoạch xây dựng một nhà hát opera lớn trên bờ sông Isar ở Munich. Kế hoạch này đã bị chính quyền Bayern phủ quyết. Sử dụng các kế hoạch tương tự, một nhà hát lễ hội đã được xây dựng sau này trong triều đại của ông từ nguồn tài chính cá nhân của Ludwig tại Bayreuth.
- Winter Garden, Cung điện Residenz, Munich, một khu vườn mùa đông công phu được xây dựng trên mái của Cung điện Residenz ở Munich. Nó có một hồ nước trang trí với các khu vườn và các bức bích họa được vẽ. Nó được lợp mái bằng một kết cấu kim loại và kính tiên tiến về mặt kỹ thuật.[29] Sau khi Ludwig II qua đời, nó đã bị tháo dỡ vào năm 1897, do nước rò rỉ từ hồ nước trang trí qua trần của các phòng bên dưới. Các bức ảnh và bản phác thảo vẫn ghi lại công trình đáng kinh ngạc này bao gồm một hang động, một ki-ốt Moorish, một lều hoàng gia Ấn Độ, một cầu vồng được chiếu sáng nhân tạo và ánh trăng xen kẽ.[29][53]

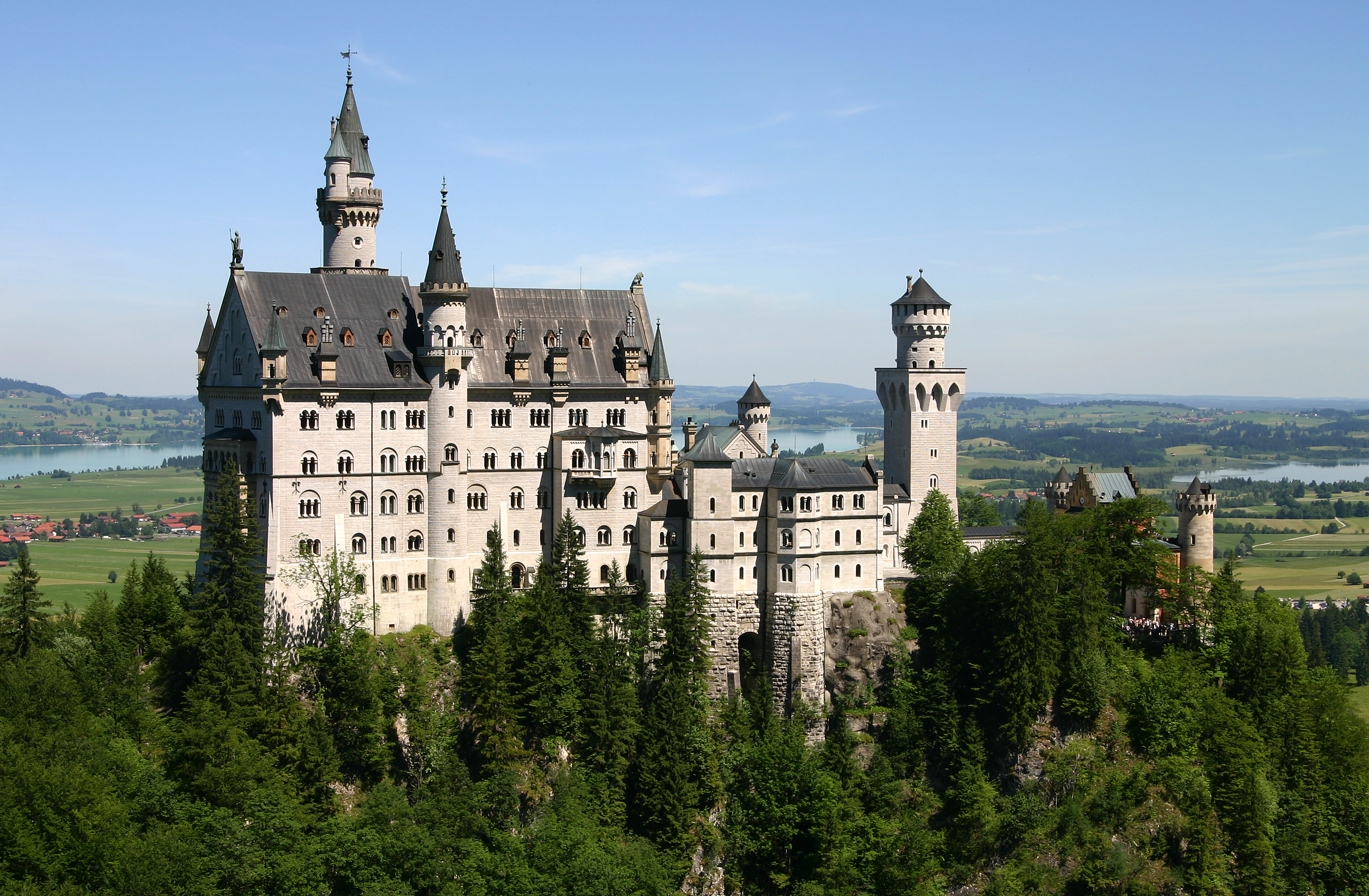
Lâu đài Neuschwanstein

- Lâu đài Neuschwanstein,[chú thích 3] hay Lâu đài "New Swan Stone", một pháo đài theo phong cách La Mã ấn tượng với nội thất theo Kiến trúc Byzantine, Gothic, được xây dựng cao hơn lâu đài Hohenschwangau của cha ông. Nhà vua đã chi 6.180.047 mark cho công trình này. Nhiều bức tranh tường mô tả các cảnh trong truyền thuyết mà Wagner sử dụng trong các vở opera của mình. Vinh quang của Chúa và tình yêu trong sáng chủ yếu xuất hiện trong các biểu tượng và có thể nhằm giúp Ludwig sống đúng với lý tưởng tôn giáo của mình, nhưng đồ trang trí phòng ngủ lại mô tả tình yêu bất chính của Tristan và Isolde (theo bài thơ của Gottfried von Strassburg). Lâu đài chưa hoàn thành khi Ludwig qua đời; Kemenate được hoàn thành vào năm 1892, nhưng tháp canh và nhà nguyện chỉ ở giai đoạn nền móng vào năm 1886 và chưa bao giờ được xây dựng.[55] Du khách có thể tham quan nơi ở của nhà vua, nơi ông lần đầu tiên ở vào tháng 5 năm 1884,[56] cùng với các phòng của người hầu, nhà bếp và phòng ngai vàng đồ sộ. Ngai vàng chưa bao giờ được hoàn thành, mặc dù các bản phác thảo cho thấy nó có thể trông như thế nào khi hoàn thành.[57] Lâu đài Neuschwanstein là một địa danh nổi tiếng ở cả bên ngoài nước Đức và được Walt Disney sử dụng vào thế kỷ 20 làm nguồn cảm hứng cho Lâu đài Người đẹp ngủ trong rừng tại các Công viên Disney trên khắp thế giới. Lâu đài đã đón hơn 50 triệu lượt khách tham quan kể từ khi mở cửa cho công chúng vào ngày 1 tháng 8 năm 1886, trong đó có 1,3 triệu lượt khách chỉ riêng trong năm 2008.[58]

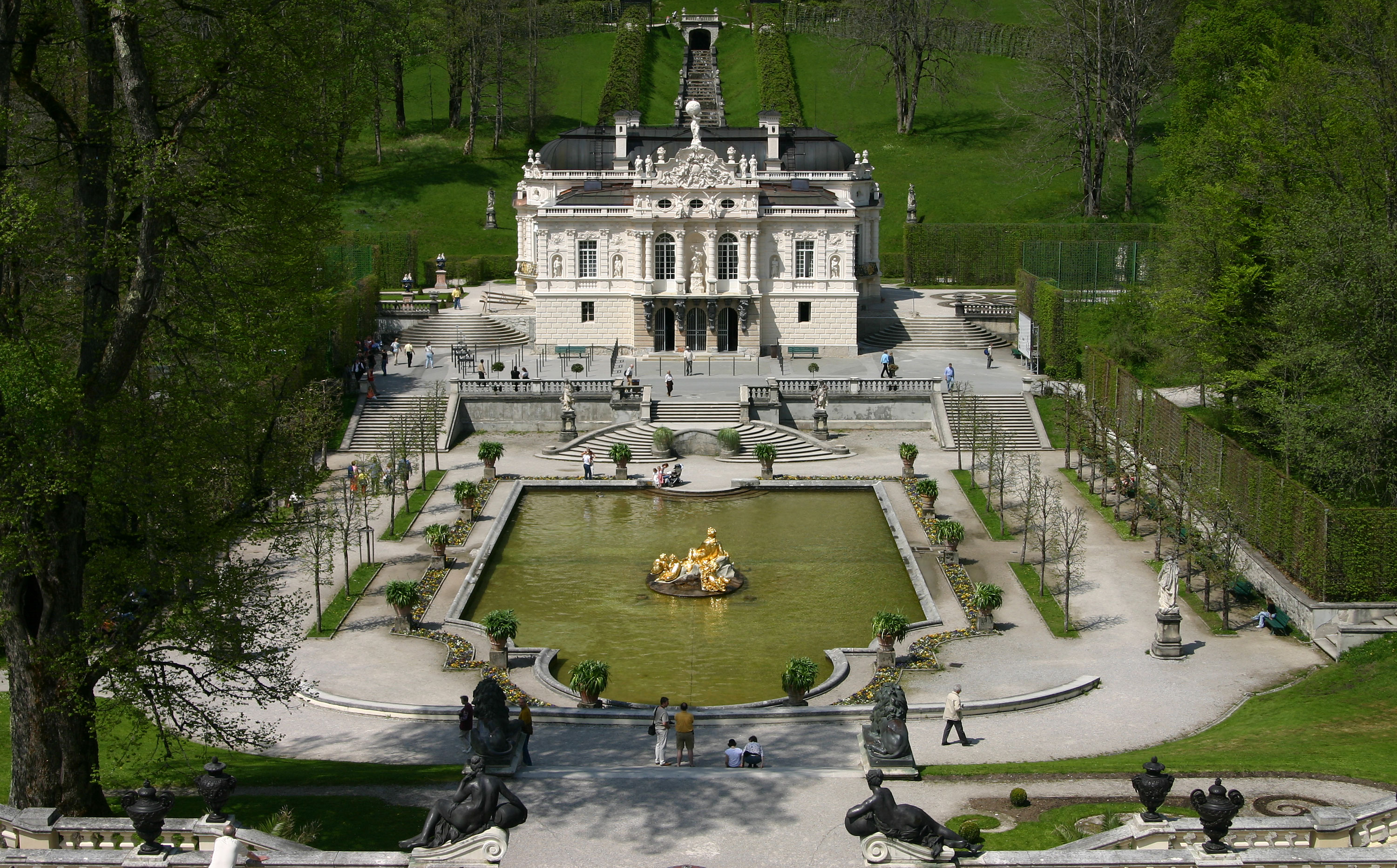
250pxCung điện Linderhof

- Cung điện Linderhof, một cung điện lộng lẫy theo phong cách Rococo tân Pháp, với những khu vườn chính thức đẹp đẽ, nhà vua đã chỉ 8.460.937 mark cho công trình này. Ngay phía bắc cung điện, dưới chân Hennenkopf, công viên có một hang động Venus, nơi Ludwig được chèo trên một chiếc thuyền giống như vỏ sò trên một hồ nước ngầm được thắp sáng bằng hiệu ứng màu đỏ, xanh lá cây hoặc xanh lam "Capri" bằng điện, một điều mới lạ vào thời điểm đó, nguồn điện được cung cấp bởi một trong những nhà máy phát điện đầu tiên ở Bayern.[59] Những câu chuyện về các buổi biểu diễn âm nhạc riêng tư ở đây có lẽ là ngụy tạo; không có gì chắc chắn.[60] Trong khu rừng gần đó, một túp lều gỗ theo phong cách Lãng mạn cũng được xây dựng xung quanh một cây nhân tạo. Bên trong cung điện, biểu tượng phản ánh sự say mê của Ludwig với chính quyền chuyên chế thời Ancien Régime. Ludwig tự coi mình là "Vua Mặt trăng", một cái bóng Lãng mạn của "Vua Mặt trời" Louis XIV của Pháp. Từ Linderhof, Ludwig thích thú đi xe trượt tuyết dưới ánh trăng trên một chiếc xe trượt tuyết tinh xảo thế kỷ thứ XVIII, hoàn chỉnh với những người hầu mặc đồng phục thế kỷ XVIII. Ông được biết đến như là một nhà vua thân thiện, khi luôn dừng lại và thăm hỏi những người nông dân ở vùng nông thôn trong khi đi xe, góp phần tạo nên huyền thoại và sự nổi tiếng của ông. Ngày nay, xe trượt tuyết có thể được xem cùng với những cỗ xe ngựa và xe trượt tuyết hoàng gia khác tại Bảo tàng Xe ngựa (Marstallmusem) tại Cung điện Nymphenburg ở Munich. Đèn lồng của nó được chiếu sáng bằng điện do một cục pin cung cấp.[61] Ngoài ra còn có một Nhà triển lãm Moorish trong công viên Schloß Linderhof.[61] There is also a Moorish Pavilion in the park of Schloß Linderhof.[62]

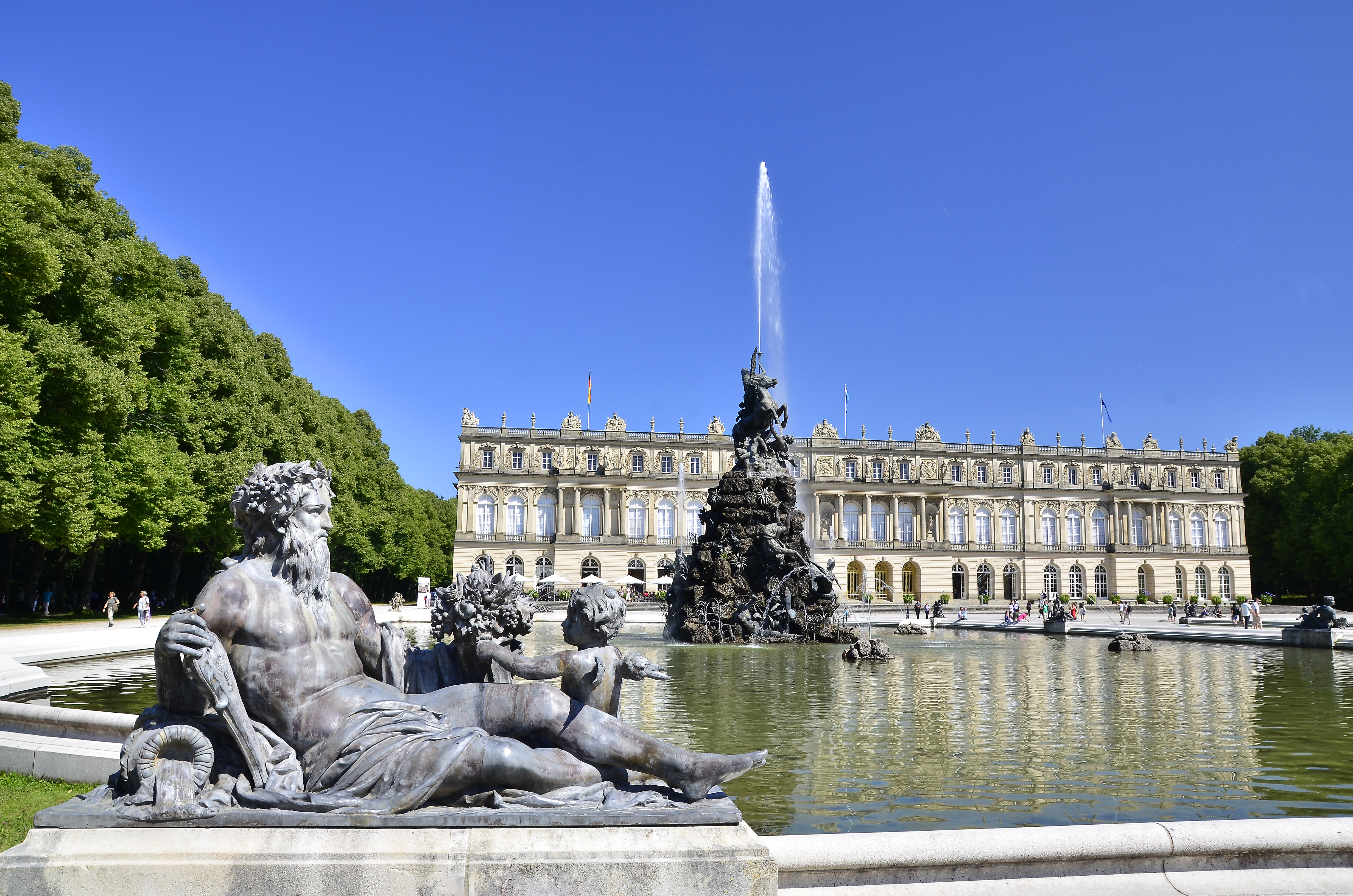
Herrenchiemsee

- Herrenchiemsee, một bản sao (mặc dù chỉ có phần trung tâm từng được xây dựng) của Cung điện Versailles của Vua Pháp Louis XIV, được cho là sẽ vượt trội hơn bản gốc về quy mô và sự xa hoa - ví dụ, với chiều cao 98 mét, Sảnh Gương và Sảnh Chiến tranh và Hòa bình liền kề dài hơn một chút so với bản gốc. Nhà vua đã chi 16.579.674 mark cho công trình này và cũng là công trình ông chi nhiều tiền nhất, gấp gần 262 lần kinh phí dành cho Lâu đài Neuschwanstein. Cung điện nằm trên Đảo Herren ở giữa hồ Chiemsee. Hầu hết cung điện không bao giờ được hoàn thành sau khi nhà vua cạn nguồn tài chính, và Ludwig chỉ sống ở đó trong 10 ngày vào tháng 10 năm 1885, chưa đầy một năm trước khi ông qua đời một cách bí ẩn.[56] Khách du lịch đến từ Pháp để xem bản sao của Cầu thang Đại sứ nổi tiếng. Cầu thang Đại sứ ban đầu tại Versailles đã bị phá hủy vào năm 1752.[63]
- Ludwig đã trang bị cho King's House on Schachen một nội thất theo phong cách phương Đông được trang trí lộng lẫy, bao gồm một bản sao của Ngai vàng Chim công nổi tiếng của các Hoàng đế Đế quốc Mogul ở Tiểu lục địa Ấn Độ.
- Bayreuth Festspielhaus được xây dựng cho Richard Wagner, với nguồn tài trợ do Vua Ludwig cung cấp, như một nơi trưng bày các vở opera của Wagner.
- Falkenstein, một "lâu đài của Nam tước Robber" được lên kế hoạch nhưng chưa bao giờ được thực hiện theo phong cách Gothic. Một bức tranh của Christian Jank cho thấy tòa nhà được đề xuất là một phiên bản thậm chí còn cổ tích hơn cả Neuschwanstein, nằm trên một vách đá cao phía trên Lâu đài Neuschwanstein.

Ludwig II để lại một bộ sưu tập lớn các bản vẽ và thiết kế cho các lâu đài khác chưa bao giờ được xây dựng, cũng như các bản vẽ cho các phòng khác trong các tòa nhà đã hoàn thành của ông. Nhiều bản vẽ trong số này hiện được lưu giữ tại Bảo tàng Vua Ludwig II ở Lâu đài Herrenchiemsee. Các bản vẽ tòa nhà này có niên đại từ giai đoạn sau triều đại của Ludwig, bắt đầu vào khoảng năm 1883. Khi tiền bắt đầu cạn kiệt, các nghệ sĩ biết rằng các thiết kế của họ sẽ không bao giờ được thực hiện. Các thiết kế trở nên xa hoa và nhiều hơn khi các nghệ sĩ nhận ra rằng không cần phải quan tâm đến tính kinh tế hay tính thực tế.

### Nghệ thuật
Người ta nói rằng sự nghiệp cuối đời của Richard Wagner là một phần di sản của Ludwig, vì ông gần như chắc chắn sẽ không thể hoàn thành chu kỳ opera Der Ring des Nibelungen hoặc viết vở opera cuối cùng của mình là Parsifal, nếu không có sự hỗ trợ của nhà vua. Ludwig cũng tài trợ cho buổi ra mắt Tristan und Isolde, Die Meistersinger von Nürnberg, và thông qua sự hỗ trợ tài chính của mình cho Bayreuth Festival, cho buổi ra mắt Der Ring des Nibelungen và Parsifal. Ludwig đã xây dựng cho Munich nhà hát opera do mình thiết kế, Staatstheater am Gärtnerplatz, thiết lập một truyền thống lâu dài về sân khấu nhạc kịch hài kịch và lãng mạn được gọi là Singspiele cũng như các vở operetta được sản xuất cho công chúng Bayern.

## Vinh danh

Huy hiệu của Vua Ludwig II và Vua của Bayern